# Lyon du Premier au Second Empire

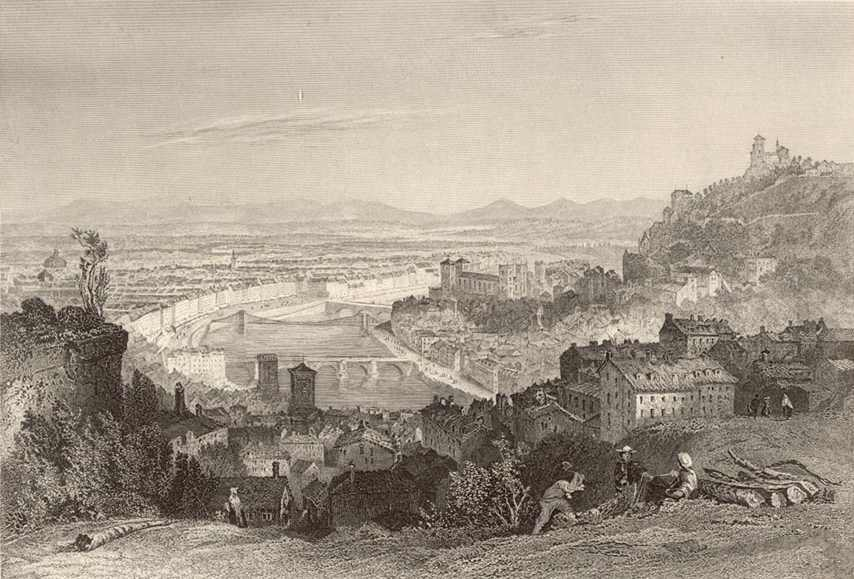
Lyon en 1869 depuis la Croix-Rousse.

Lyon, du Premier au Second Empire, évolue considérablement. Vivant un « âge d'or » économique grâce à la soie, la cité connait une puissante expansion urbaine et commence son industrialisation. Sa population, souvent aux avant-gardes des combats républicains et anticléricaux, se soulève à plusieurs reprises.

## Lyon, d'une ville médiévale à une ville industrielle
1. Essor démographique et immigration
2. Transformations urbaines

Durant les deux premiers tiers du XIXe, la cité lyonnaise se transforme profondément, à la fois sous la poussée des élites qui créent pour elles-mêmes de larges quartiers bourgeois, et de l'expansion soyeuse et industrielle, qui amène une population ouvrière très importante. À cette période, Lyon sort de ses antiques murailles, pour s'étaler en direction des Brotteaux, de la Guillotière et de Vaise.

### Essor démographique et immigration

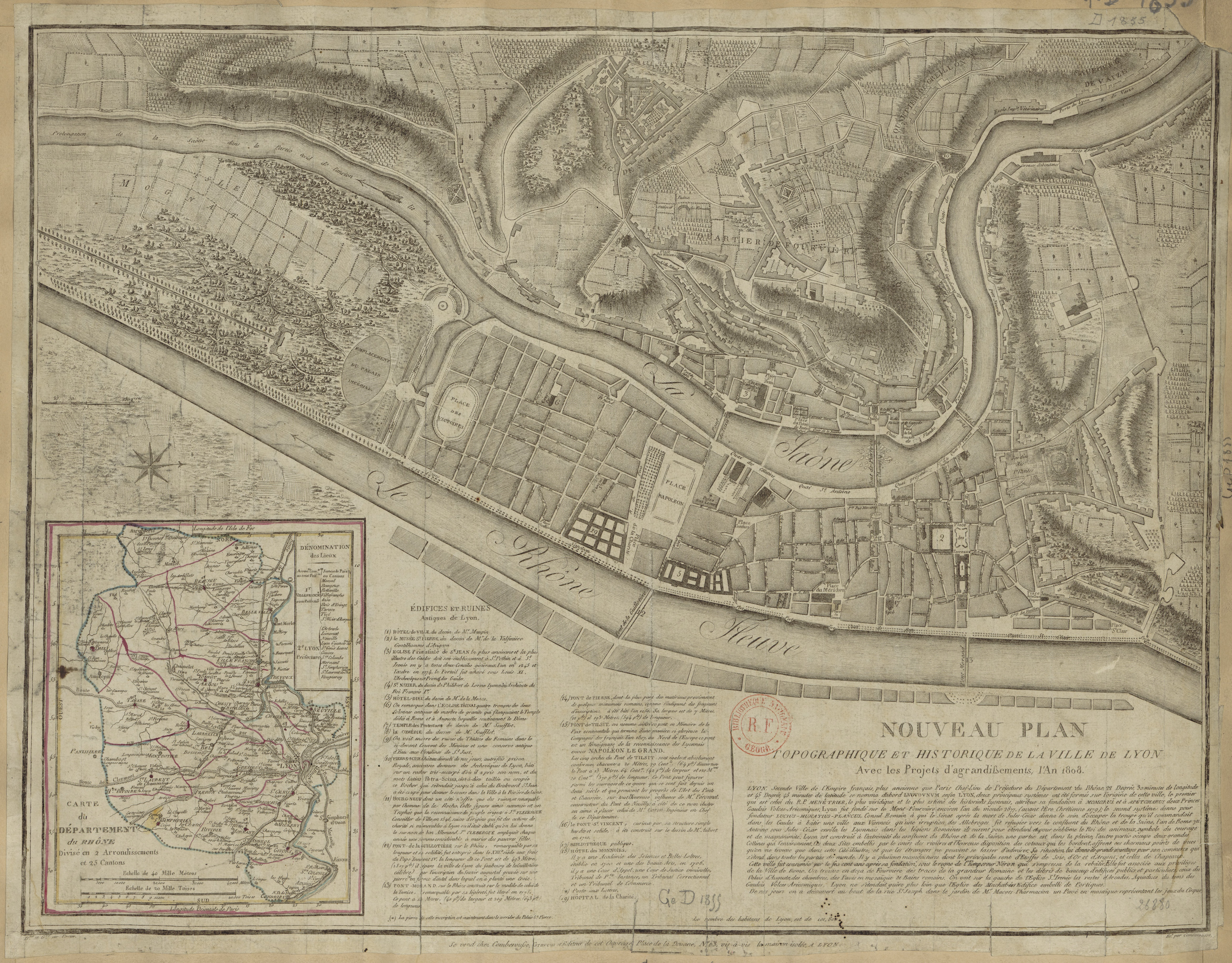
Plan topographique de Lyon en 1808. Bibliothèque nationale de France.

L'estimation du nombre d'habitants de Lyon est encore délicat durant cette période car les comptages ne sont pas encore établis de manière identique de l'un à l'autre ; certains catégories de la population, les soldats, les séminaristes ou les hospitalisés, sont en effet comptées « en bloc », soit en comptage réel, soit avec une simple estimation, soit complètement ignorées.
De manière globale, la population augmente fortement durant les années 1800, 1810 et 1820, stagne durant les années 1830 et repart fortement à la hausse ensuite. À l'orée du nouveau siècle, Lyon sort diminuée de la tourmente révolutionnaire. La ville a perdu 20 000 habitants sous la Révolution et sa population s'établit à 88 000 habitants en 1800, 94 000 au recensement de 1804. Sous le Premier Empire, la croissance démographique est forte, pour arriver à 121 000 personnes à Lyon en 1812,. Ensuite, la population est d'environ 150 000 Lyonnais en 1827 puis 178 000 en 1847.

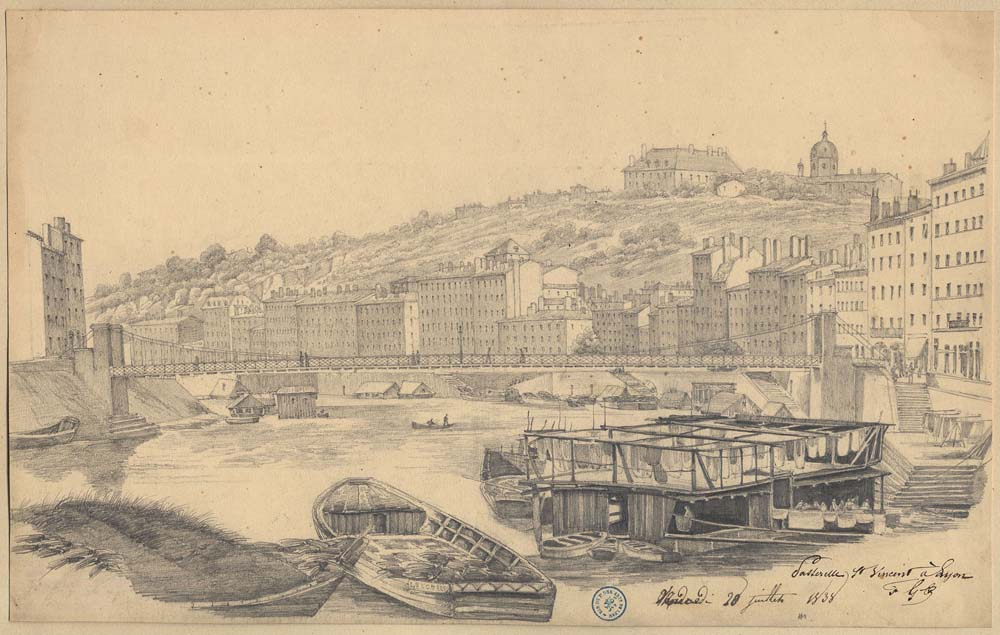
Dessin de la passerelle Saint-Vincent et de l'ouest de la Croix-Rousse en 1838 par François-Amédée Gabillot, montrant la colline avant son urbanisation. Bibliothèque municipale de Lyon.

Lorsque l'on compare la population du milieu du siècle - 178 000 habitants - avec celle d'avant la Révolution - 150 000 - l'évolution peut sembler faible en comparaison de la tendance nationale. Mais si la commune seule de Lyon ne croit pas considérablement, ses faubourgs connaissent, eux, un afflux de personnes très important. Vaise passe en cinquante ans de 2 200 à 7 850 personnes, la Croix-Rousse de 6 000 à 28 700 et la Guillotière de 6 000 à 41 500. Ainsi, l'agglomération lyonnaise dans sa globalité connait bien une croissance comparable aux autres cités industrielles françaises ou européennes semblables.
En 1852, la ville annexe les trois communes de Vaise, de la Croix-rousse et de la Guillotière, pour une population comptabilisée de 234 531 habitants. Les comptages suivants établissent les chiffres suivants : 1856 : 255 960, 1861 : 297 251, 1866 : 300 761, 1872 : 301 307 et 1876 : 321 596 habitants. Toutefois, durant le Second empire, la croissance de la population s'effectue principalement en dehors des limites de la ville, sur les communes du futur 6e arrondissement, de Villeurbanne, Vénissieux, de Vaux, de Bron et d'Oullins. sur la même période, les quartiers centraux voient leur population baisser, surtout sur la presqu'île et la croix-Rousse.
L'immense majorité de l'accroissement de la population est due à l'immigration. Dans les années 1820, seuls 40 % de la population de la ville sont natifs de Lyon. Dans les années 1850, moins de 30 % de la population ouvrière est née à Lyon. L'immigration est majoritairement issue des départements avoisinants, Ain, Isère, Savoie et Loire pour l'essentiel. Les non-français ne représentent que 12 % des hommes et 3 % des femmes.

### Transformations urbaines

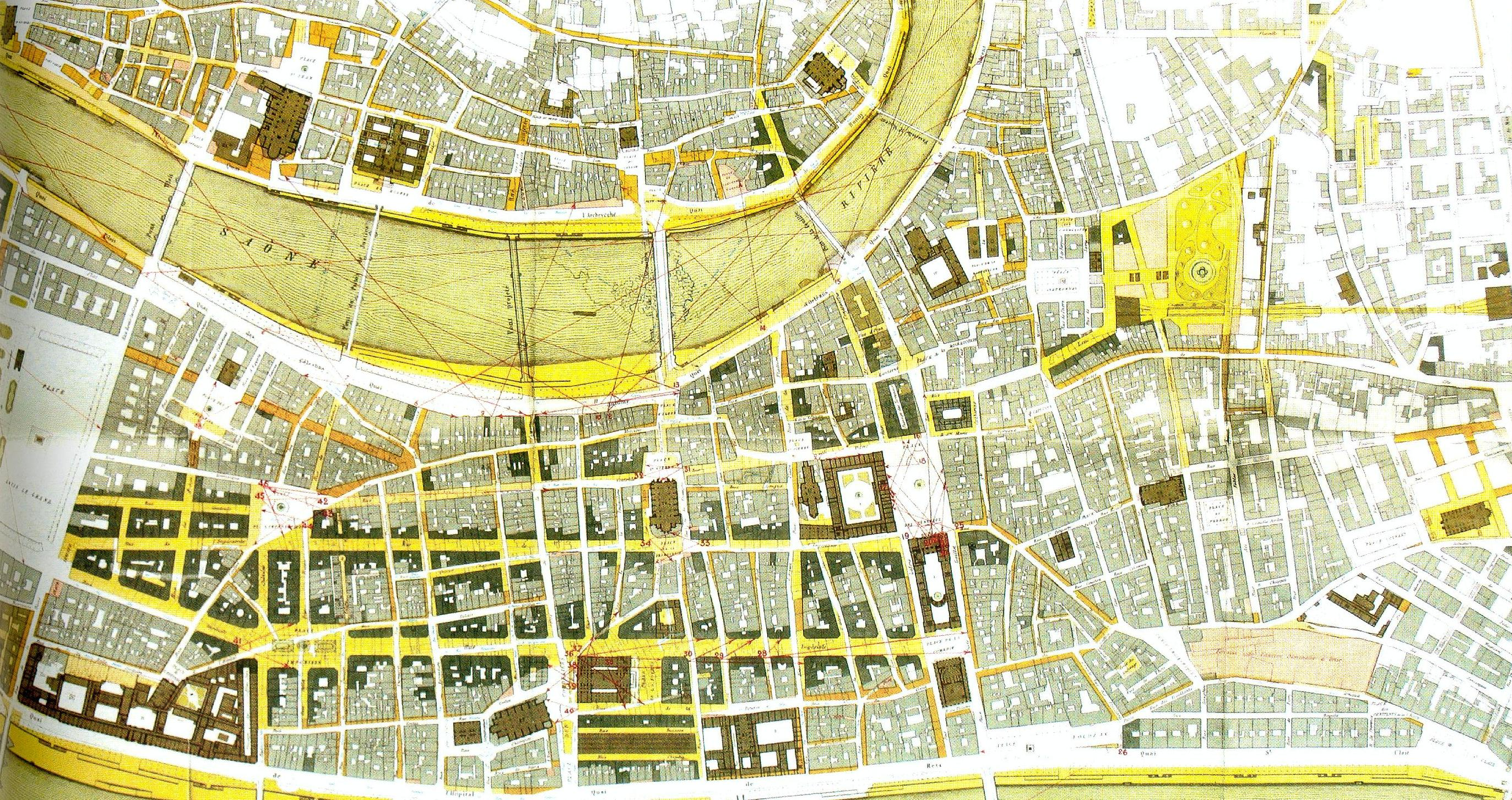
Plan des percements réalisés ou projetés dans le centre de la ville de Lyon à l'époque du Second Empire.

#### Évolutions générales
À l'intérieur de ces limites originelles, de larges espaces sont libérés sous la Révolution par la vente des biens du clergé. Ils sont rapidement bâtis dès le début du nouveau siècle. Les ouvriers qui travaillent la soie, devant se doter de nouveaux métiers à tisser très volumineux, migrent des quartiers Saint-Jean et Saint-Paul pour aller dans de nouveaux immeubles, construits spécialement pour cette activité dans les années 1830 et 1840, sur la Croix-Rousse notamment.
C'est sous le Second Empire que l'essentiel des rénovations urbaines a lieu. Le préfet du Rhône et maire de Lyon Vaïsse entreprend ces amples transformations, à l'instar d'Haussmann à Paris, à la fois pour des raisons de prestige et de sécurité. Il s'appuie pour cela sur ses fonctions d'administrateur du département et de maire de Lyon, et sur des hommes : l'ingénieur en chef de la voirie, nommé en 1854, Gustave Bonnet et l'architecte Benoit Poncet, qui réalise la rue Impériale (actuelle rue de la République) dans les années 1850,.
La presqu'île est percée de deux larges avenues (la rue Impériale, actuelle rue de la République, et la rue de l'Impératrice, actuelle rue du Président-Édouard-Herriot), des ponts (dont les péages sont supprimés) sont rénovés, des quais sont surélevés pour que les nouveaux quartiers soient protégés des crues du Rhône et de la Saône ; le parc de la Tête d'Or est construit et des gares sont établies dans les quartiers de Perrache, des Brotteaux, de la Guillotière et à Vaise. La rive gauche du Rhône est considérablement développée, des immeubles suivant les grandes avenues et de nombreuses maisons bourgeoises venant se loger entre, dans la verdure. Cette partie de Lyon connait deux fortes poussée d'urbanisation, en 1853 et 1862.

Enfin, plus au large, une ceinture de fortifications est entamée en 1830 et construite tout au long du XIXe siècle, destinée à défendre la cité contre des attaques étrangères.

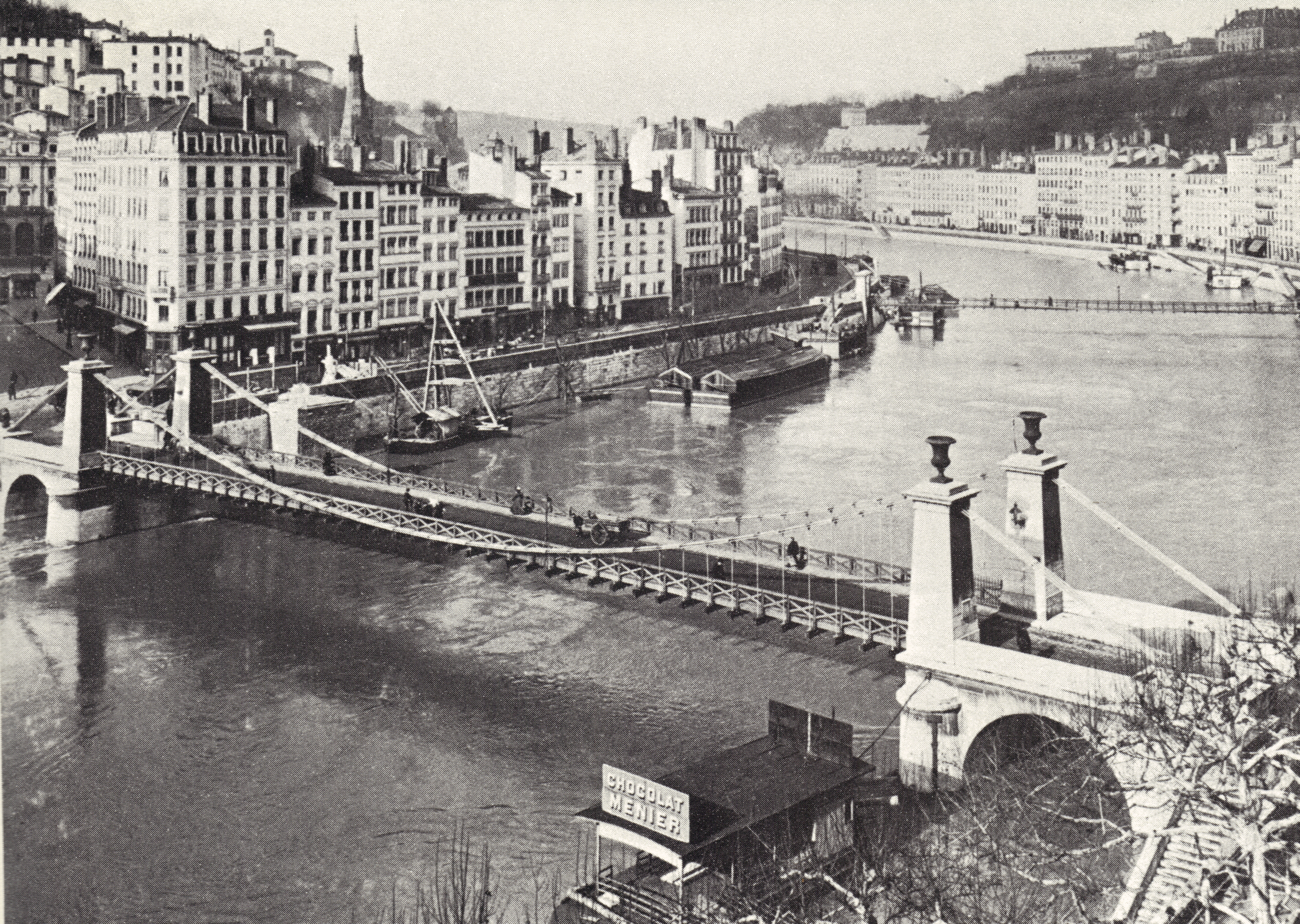
Pont la Feuillée, construit en 1831 pour relier le quartier Saint-Paul à la Presqu'île (photo de 1900).
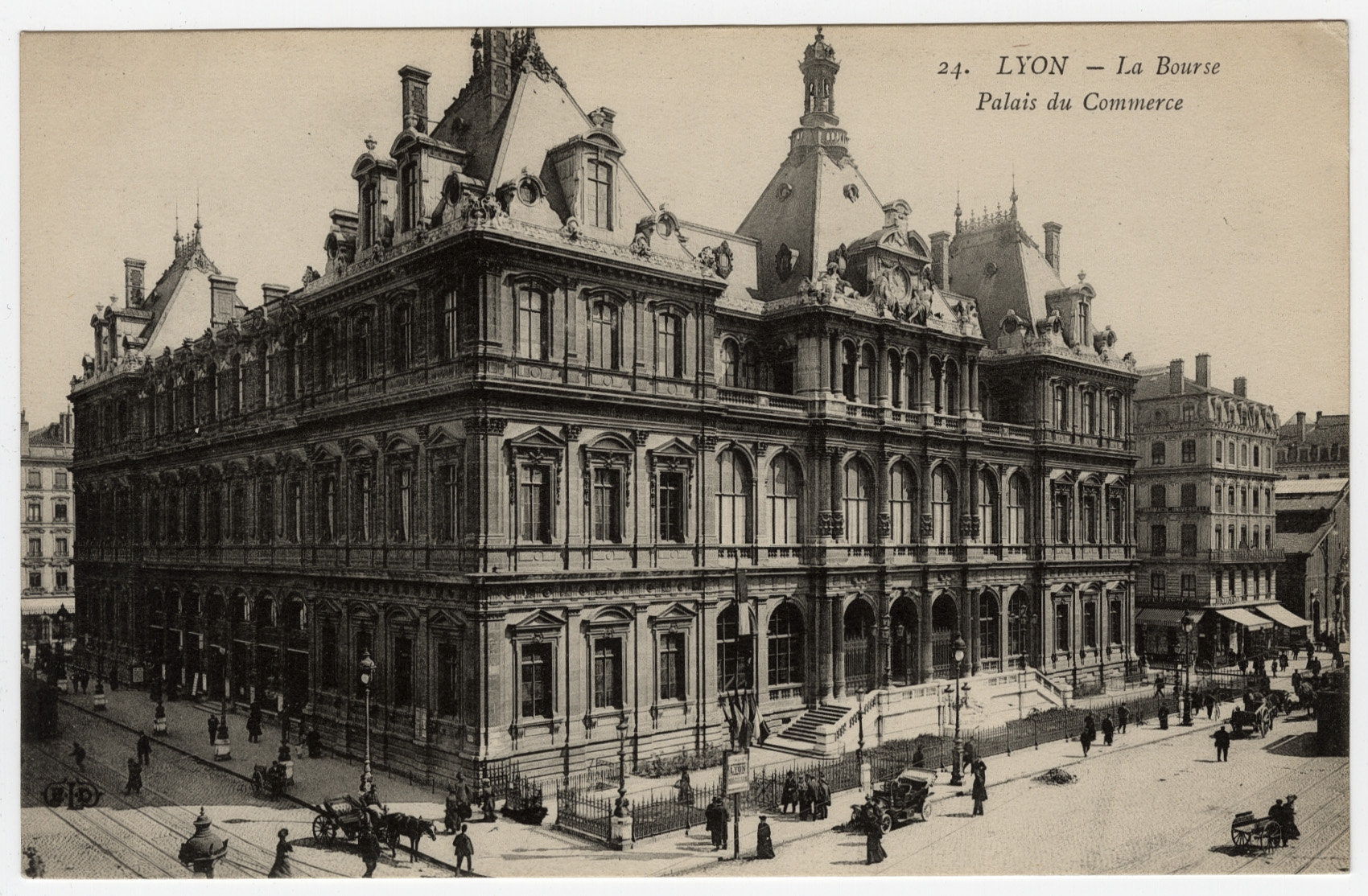
Palais de la Bourse.
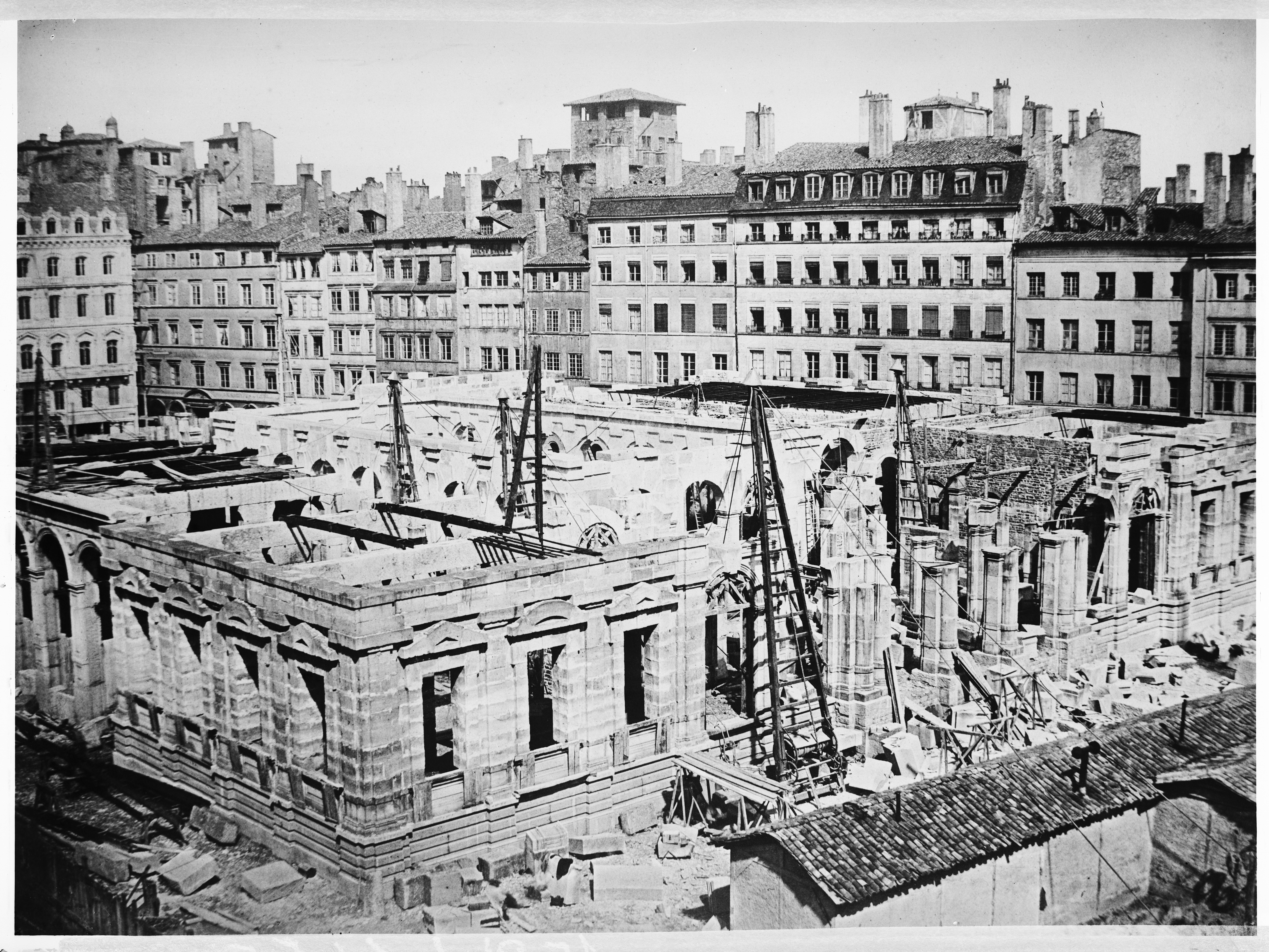
Construction du palais de la Bourse et l'ouverture de la rue Impériale.

##### Voies de communication
Le maire Fay de Sathonay inaugure le pont Tilsitt en 1808 et fait mener à son terme l'inscription et la numérotation des rues de la ville en 1810.

##### Éclairage urbain
Lyon à l'entrée du XIXe siècle est éclairée dans ses rues par des lanternes disposées dans l'ensemble des rues et dont la gestion est confiée à une société dirigée par M. Fréquent. Jusqu'en 1826, les rues sont éclairées uniquement du 15 septembre au 1er avril, et ensuite toute l'année. Par ailleurs, en 1827, la municipalité décide d'investir dans réverbère munis de lampes à quinquet, plus éclairantes.
En 1827, un premier essai de réverbère au gaz est établi dans la rue Tupin-Rompu, puis dans le passage de l'Argue. En 1834, une compagnie est créée pour produire et gérer du gaz d'éclairage : la Compagnie d'éclairage par le gaz pour la ville de Lyon. Son usine est situé dans le nouveau quartier de Perrache et elle est rapidement connue dans la cité comme la Compagnie de gaz Perrache. Elle signe en 1835 une convention avec la municipalité pour éclairer l'ensemble de la ville. En 1856, le préfet Vaïsse va signer une nouvelle convention d'une durée de quarante sept ans et qui établit un véritable monopole pour cette compagnie, qui peut ainsi imposer des tarifs élevés aux Lyonnais.

#### Évolutions des quartiers
Tous les quartiers lyonnais ne connaissent pas la même évolution, si les zones centrales sont l'objet de toutes les attentions des autorités, les autres connaissent des transformations contrastées.

##### Fourvière
Le premier cimetière en dehors de la ville est ouvert à Loyasse en 1808.

## Une vie politique sous surveillance
1. Premier Empire
- La pacification de Lyon
- Vie politique
- Vie religieuse - pacification et tentative de normalisation
- Les actions sociales municipales
- La fin de l'Empire et les cent jours
2. Restauration
3. Monarchie de Juillet
4. Deuxième République
5. Second Empire

De 1800 à 1870, la vie politique est étroitement contrôlée, et ne s'exprime que dans des cadres restreints. L'État craint les flambée de violence lyonnaise et tient ses institutions via le préfet, une municipalité aux ordres et une police vigilante. Les deux tendances politiques principales au début de la période sont la contre-révolution et le libéralisme modéré. Ce n'est que sous Napoléon III que l'extrême-gauche parvient à exister politiquement.

### Premier Empire

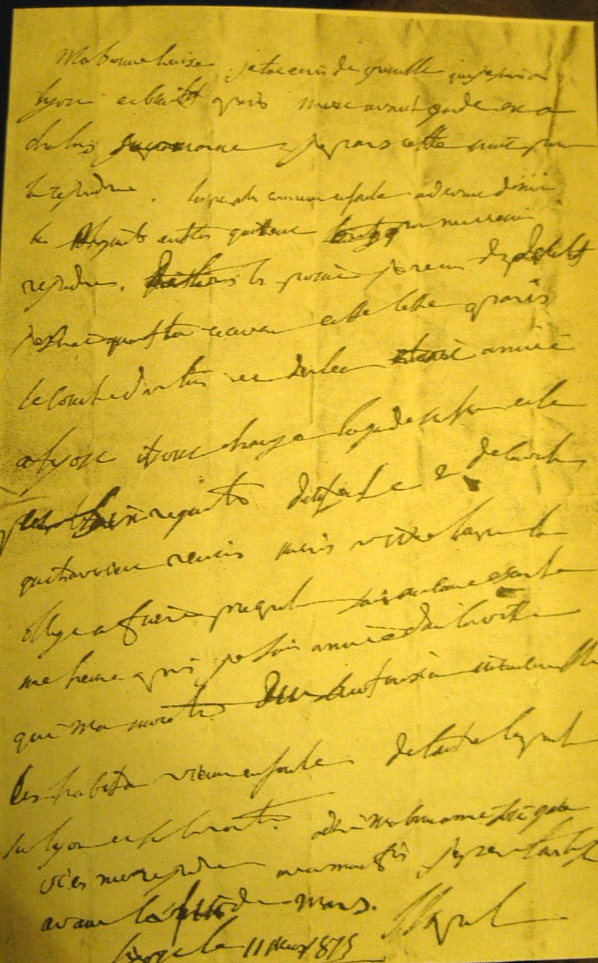
Lettre de Napoléon à Marie-Louise d'Autriche où il témoigne de l'enthousiasme des Lyonnais lors de son retour durant les Cent-jours.

La prise de pouvoir par Bonaparte est perçue favorablement, comme la fin de la période noire et le retour à la paix civile. Dès son arrêt à Lyon le 28 juin 1800, après la victoire de Marengo, Bonaparte pose la première pierre de la rénovation des façades de la place Bellecour, en promettant de travailler au retour de leur prospérité. En ce qui concerne la paix civile, il entreprend des mesures énergiques, tout à la fois pour lutter contre le brigandage et les menaces de rébellion.

#### La pacification de Lyon
À la fin de la période révolutionnaire, le brigandage est endémique dans la région lyonnaise. Les attaques de malle postales ou d'individus isolés sont fréquentes. Cette tâche est la priorité des généraux qui se succèdent à la tête de la 19e région militaire, Moncey, Gilly et Duhesme. La situation s'améliore progressivement et au milieu de la décennie 1800, les routes du départements sont bien plus sûres. Cette présence militaire récurrente facilite également la mise au calme de la ville de Lyon.

##### Les commissaires de police
Dans le même temps, un réseau d'informateur est mis en place par les deux premiers commissaires généraux de police de Lyon : Noël, entre 1800 et 1801, et Louis François Esprit Dubois de 1801 à 1809. Ce réseau largement rétribué, jusqu'à 20% de leur budget y est consacré, s'étend bien plus loin que la cité lyonnaise, entretenant des liaisons permanentes avec toutes les villes importantes des alentours. Ils bénéficient également du fichier de police de plus en plus complet et fiable organisé par Fouché, leur permettant de mieux identifier les personnes de passage. Progressivement, aux yeux des autorités centrales, Lyon, de mieux en mieux connue, perd un peu de son aura sulfureuse.
Les commissaires généraux sont nommés directement par l'Empereur, et disposent d'un traitement confortables pour les grandes villes comme Lyon. Il est installé à l'hôtel de ville, il dispose d'un secrétaire général, d'un secrétaire particulier et de plusieurs bureaux regroupant une vingtaine d'employés occupant le bureau des passeports et cartes, le bureau militaire, ou l'inspection de la petite voirie. Le commissaire Dubois est le modernisateur de la police lyonnaise, s'appuyant des pratiques d'ancien régime mais n'hésitant pas mettre en place des innovations. Payé par la ville, indépendant du préfet, Dubois entre en conflit pour sa rémunération avec le maire nommé en 1805 Nicolas Fay. Il quitte Lyon en 1809 pour prendre le poste de directeur général de la police en Toscane, qui vient d'être annexé. 

##### Bilan
Le retour de la prospérité facilite l'adhésion d'une grande partie de la population au nouveau régime, mais le pouvoir central maintient une surveillance étroite des milieux républicains et royalistes. L'adhésion est visible dans l'acceptation de la conscription militaire et dans la levée de la garde nationale, où les résistances sont faibles, bien plus faibles que dans les campagnes.

#### Vie politique
Sous l'Empire, toutes les autorités de la cité dépendent du pouvoir central et sont sous la tutelle du préfet. En 1800, la ville est divisée en trois circonscriptions avec trois maires nommés : Parent, Saint-Rousset et Bernard-Charpieu. Réunifiée en 1805, elle est alors dirigée par Fay de Sathonay ; à qui succède André d'Albon. L'archevêque, oncle de l'empereur, est Joseph Fesch. La presse, comme tous les clubs et sociétés de notables, est surveillée. La seule ébauche de contestation vient des catholiques, qui utilisent pour faire passer informations et libelles le secret des congrégations et réactivent les réseaux contre-révolutionnaires mis en place par Linsolas. Ils seront mis au jour en 1811.

##### Mise en place des nouvelles institutions 1800
La nouvelle constitution de l'an VIII, approuvée par plébiscite à la fin de l'année 1799 et le coup d'état de novembre met en place le Consulat. Ce régime met en place un système politique d'élections fortement censitaires et de nominations par le pouvoir central des postes importants. L'étude prosopographique des notabilités qui se sont emparées des fonctions administratives et politiques lors de la mise en place du nouveau régime n'a pas été réalisée. En tout état de cause, la personnalité la plus importante de la cité et du département est le préfet, qui prend la place de l'ancienne administration départementale à l'hôtel de ville.

##### Municipalité de Fay de Sathonay: 1805-1812
Fay de Sathonay est issu de la bourgeoisie lyonnaise et il a rapidement l'ambition de faire à nouveau de l'hôtel de ville le centre du pouvoir politique local, ce qui entraîne de temps à autre des tensions avec le préfet ou le commissaire de police général. Ambitieux, il tente de renouer avec la pratique de l'ancien régime qui consiste à glorifier le souverain pour lui soutirer des avantages locaux, notamment financier ; en célébrant chacune de ses victoires ou des grands évènements du règne. Ainsi, Fay de Sathonay lance le projet d'un palais impérial au niveau de Perrache, puis celui de l'élévation d'une statue de l'empereur place Bellecour. Ni l'un ni l'autre n'auront les faveurs des autorités et les marges de manœuvres financières qu'il espérait de ses propositions n'arrivent pas. Pire, en 1812, la municipalité perd le contrôle des octrois, confiés à une régie qui s'occupe de la perception des impôts indirects. Par ailleurs, les finances municipales sont en permanence étroitement contrôlées par le préfet pour interdire tout déficit inutile.
Fay de Sathonay réussit toutefois à procéder à plusieurs travaux de grandes ampleurs pour la ville. Il parvient ainsi à acheter de nouveaux bâtiments pour l'Hôpital de l'Antiquaille. Il mène à son terme la construction du pont enjambant la Saône et nommé Tilsitt, ce qui permet de détourner une partie du flux de voyageurs qui empruntait alors uniquement le pont du Change. Il organise l'ouverture du premier cimetière extérieur à la ville, à Loyasse, sur la colline de Fourvière. Il fait mener à son terme l'inscription et la numérotation des rues en 1810.
Fay de Sathonay engage également des fonds pour enrichir les institutions culturelles de la cité, au travers d'acquisitions pour la Bibliothèque municipale et du musée des Beaux-arts, notamment des toiles de fleurs de Van Daël et Van Huysum. Dans le cadre de sa politique de soutien à la culture, la municipalité soutient financièrement à plusieurs reprises les deux théâtres lyonnais pour leur permettre de tenir une programmation à l'égal des autres grandes villes européennes.
En revanche, plusieurs de ses propositions pour développer la ville seront rejetées par le pouvoir central, comme l'implantation d'une université de médecine ou d'une faculté de droit.

##### Actions de la préfecture
Les priorités des préfet, les maîtres du département, pour Lyon sont la surveillance de la population pour informer le gouvernement, veiller au bon fonctionnement des administrations locales et relever le commerce, source de richesse et de paix sociale. Le poste, d'une grande importance militaire car Lyon contrôle la route du midi et des cols alpins, est occupé durant le consulat et l'empire par huit personnes, une forte rotation.
- Raymond de Verninac-Saint-Maur (mars 1800 -
- Benoît Georges de Najac
- Jean-Xavier Bureau de Pusy
- Charles Joseph Fortuné d'Herbouville
- Pierre-Marie Taillepied de Bondy
- Thomas-Jacques de Cotton, préfet provisoire nommé par les autorités autrichiennes d’occupation
- Pierre-Marie Taillepied de Bondy
- Christophe de Chabrol de Crouzol

L'administration préfectorale, qui a une grande importance politique, est directement nommée par le pouvoir central ; elle est composée de quatre conseillers, deux pour la ville elle-même et deux pour les arrondissement ruraux lyonnais. Ces hommes, qui ne répondent que devant le préfet, ont plus d'importance que leurs homologues de la mairie. Parmi les premiers nommés lors de l'arrivée de Verninac-Saint-Maur se trouvent le médecin Claude Dechavane, l'avocat Nicolas-François Cochard, Plouvyé et Antoine Defarge. Ces hommes ont un rôle d'autant plus forts qu'ils représentent la stabilité de l'état face à des préfet qui changent régulièrement. Ces quatre conseillers sont dirigés par un secrétaire général, le premier en poste étant Urbain Jaume.
Il existe toutefois une certaine rotation en leur sein. Urbain Jaume est ainsi brutalement remplacé en fructidor IX par Jacques-Guillaume Dulaurens, lui même remplacé un an après par Pierre Luylier qui reste en place durant tout l'Empire.
Le premier préfet, Raymond de Verninac-Saint-Maur entreprend de reconstruire les administrations locales lyonnaise. Il nomme les maires et adjoints des trois municipalités, et surtout rétablit la garde nationale, abolie depuis 1793. Pour s'assurer d'une source de revenus pour la ville, il organise le rétablissement des octrois. Soucieux de prestige et de d'élévation intellectuelle, il relève l'Académie de Lyon sous le nom d'« Athénée », mais également la société de médecine et celle d'agriculture. Verninac accueille Napoléon Bonaparte le 29 juin 1800 qui revient vainqueur lors de sa seconde campagne d'Italie. C'est à cette occasion que Napoléon pose la première pierre de la reconstruction des façades de la place Bellecour abattues après le siège de Lyon de 1793. Cet évènement est marqué dans la ville par un grand nombre d'images et de libelles, car il marque symboliquement le relèvement de la cité et sa réhabilitation vis-à-vis des autorités.

##### Lyon et l'empereur

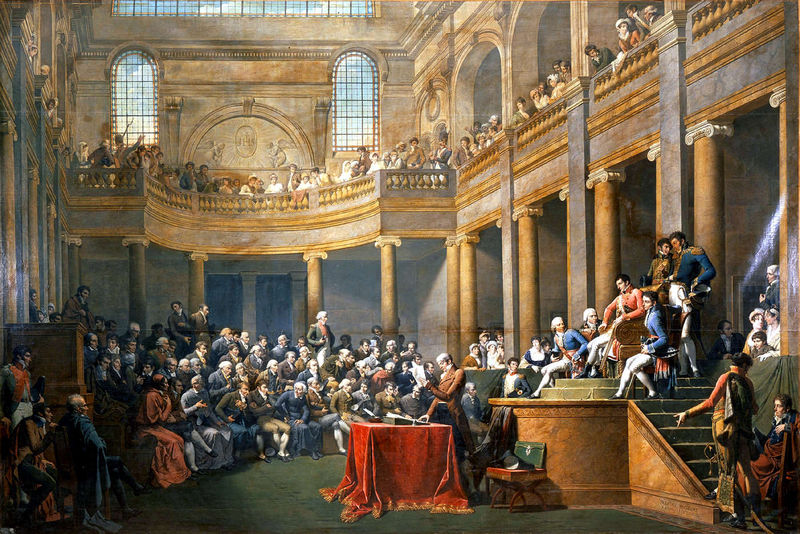
26 janvier 1802, la Consulte de la République cisalpine réunie en comices à Lyon au collège de la Trinité. Château de Versailles.

Napoléon choisit également Lyon pour organiser la Consulte cisalpine de 1802. Au-delà du prestige de l’événement, cette occasion est saisie par les marchands lyonnais de se lier à nouveau à leurs confrères italiens, et de construire de fructueux liens commerciaux.
La popularité croissante de Napoléon se voit lors de son passage en 1805 pour se faire sacrer roi d'Italie, la foule se presse alors pour acclamer l'empereur.
La grande masse de la population est favorable à l'empereur même après sa chute, comme le prouve l'accueil enthousiaste qui lui est réservé durant les Cent jours, ainsi qu'il l'écrit à son épouse Marie-Louise d’Autriche. Cet attachement est lié également au fait que lors de la campagne de 1814, à la suite de la bataille de Limonest menée par le général Augereau, ce dernier évite de s'enfermer dans Lyon ; la ville échappe ainsi aux bombardements et pillages qui auraient immanquablement suivi.

#### Vie religieuse - pacification et tentative de normalisation

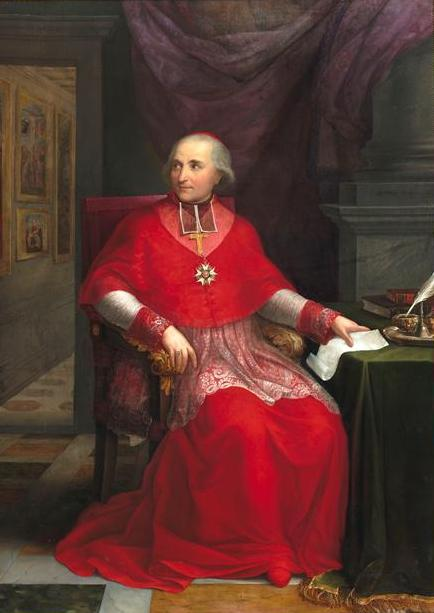
Le Cardinal Fesch, château de Fontainebleau.

Les autorités entament rapidement des actions pour rétablir la paix religieuse, mise à mal par une église réfractaire puissante dans la région, largement clandestine et toujours organisée par l'abbé Linsolas. Ce dernier est très méfiant envers le pouvoir central et dispose d'un réseau de laïcs solide. À la suite du Concordat, Napoléon engage une purge des personnalités les plus intransigeantes du côté catholique ou du côté antireligieux.
À Lyon, Linsolas devient vite un obstacle à l'application de la paix religieuse, refusant tout contact avec l'ancien clergé constitutionnel et entrainant dans sa logique un grand nombre de dirigeants laïcs. Napoléon ordonne donc rapidement son arrestation et le commissaire Dubois y parvient après quelques difficultés le 15 septembre 1801. Il est aussitôt envoyé en exil à Turin. Malgré cela, les deux églises refusent de se réconcilier et il faut l'intervention et les menaces du Premier Consul pour que les termes du Concordat soient acceptés par les deux parties.

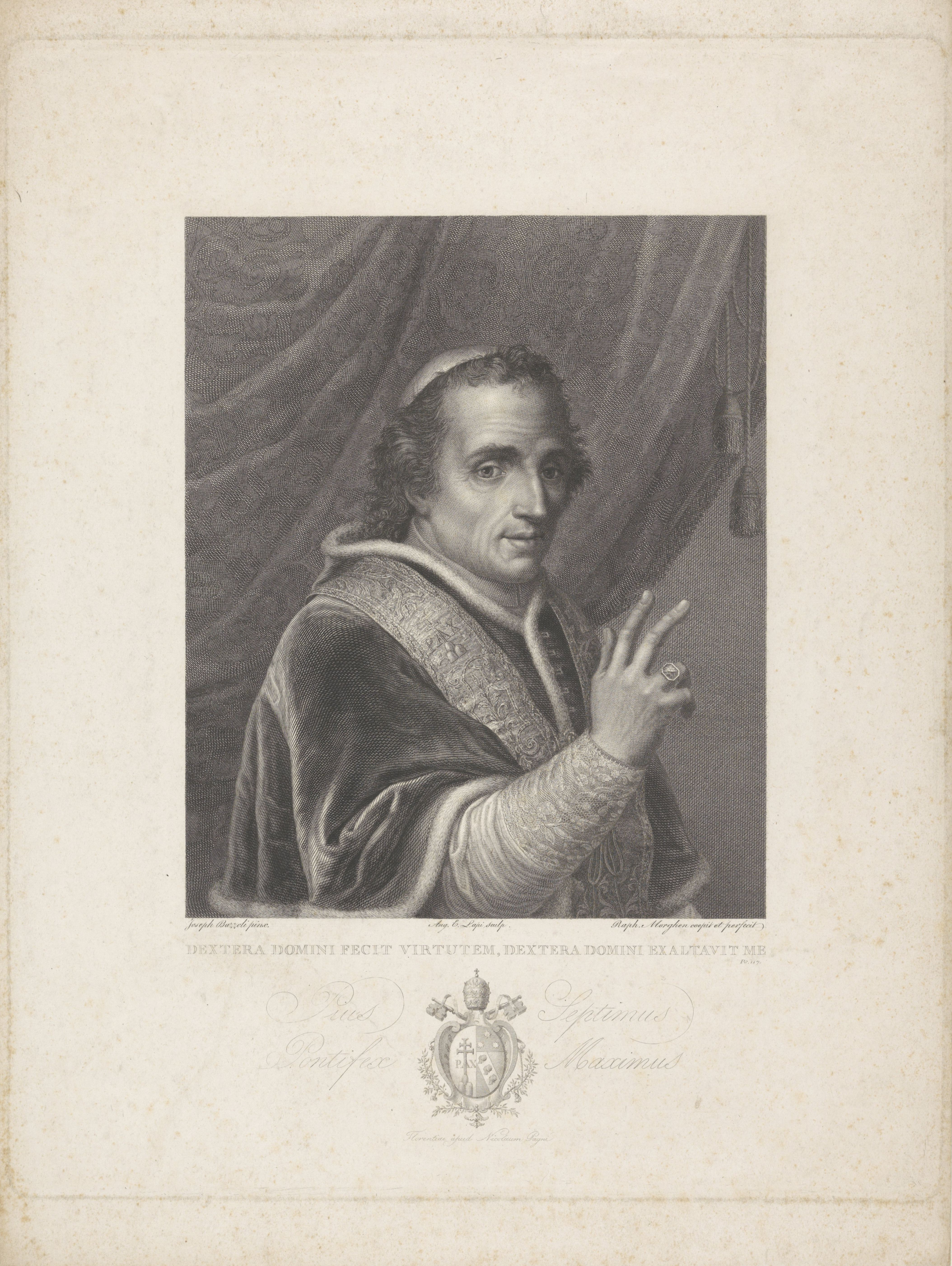
Portrait gravé du pape Pie VII. Rijksmuseum

Napoléon a la clairvoyance de nommer pour cette cité très divisée son oncle Joseph Fesch. Pasteur consciencieux, il réussit à faire de Lyon un centre du renouveau catholique du début du siècle. Il s'attache également à établir de bonnes relations avec les protestants et les israélites lyonnais.
Le grand moment religieux de cette période est la double venue du pape Pie VII à Lyon lors de son voyage à l'occasion du sacre impérial. En avril 1805, Pie VII préside la réouverture du sanctuaire marial de Fourvière et une grande foule se presse pour se faire bénir par le souverain pontife.

##### La «Petite Église» de Lyon
Malgré la réconciliation officielle entre les différents fidèles, une fraction intransigeante refuse les termes du Concordat et décide de poursuivre leur vie religieuse comme avant 1789, refusant toute évolution liturgique. Moqués par les autres comme étant une « Petite Église », ils restent très minoritaires mais continuent à vivre durant tout le XIXe siècle. Sous l'Empire, ils sont très liés aux royalistes restés fidèles aux Bourbons, et certains d'entre eux sont actifs dans les mouvances royalistes et sont recherchés par la police impériale, tel Claude Desfours de la Genetière,.
Au-delà de la petite Église, des catholiques fidèles à Rome s'engagent fermement contre Napoléon Bonaparte, soutenant fortement la papauté contre l'Empereur à partir de 1808, organisant par exemple la diffusion de la bulle d'excommunication. Une génération de jeunes gens, structurés au sein de groupes secrets hérités de la Révolution et regroupées sous le vocable de « la Congrégation », s'activent et entretiennent des réseaux européens qui font de Lyon une plaque tournante des réseaux catholiques opposés à l'Empire.

#### Les actions sociales municipales
Depuis la Révolution française, la municipalité est chargée de l'aide aux indigents et malades. En matière d'assistance, il existe donc un bureau de bienfaisance par arrondissement, qui ont pour tâche de distribuer aux plus pauvres des bons d'achat pour des denrées alimentaires de base et une assistance médicale, prodiguée par des médecins bénévoles. À Lyon, les pouvoirs municipaux font immédiatement appel aux dons et legs pour compléter les finances des bureaux de bienfaisance, car les revenus qui leur sont dédiés (taxe sur les spectacles, une part des produits des concessions dans les cimetières, bénéfices des mont-de-piété) se révèlent insuffisants.
Dans la cité rhodanienne, une part importante de l'action sociale passe par l'institution des hospices civils de Lyon, qui regroupent sous le Premier Empire l'Hôtel-Dieu qui s'occupe surtout des enfants malades, la Charité qui héberge les cas sociaux, les vieillards, les enfants abandonnés et les filles enceintes et l'Antiquaille, où sont placés les incurables et aliénés. Comme pour les bureaux de bienfaisance, les intérêts privés dirigent les Hospices civils de Lyon malgré la mainmise théorique des organes publics sur le monde de l'hôpital. En effet, les subsides municipaux sont largement insuffisants pour faire vivre une telle institution et ce sont les dons et legs qui la font fonctionner. De même, la direction est en théorie sous le contrôle du ministère et de la préfecture, mais la nomination des administrateurs se fait sur une liste fournie par le collège des administrateurs eux-mêmes, qui pratiquent donc une large cooptation. Jusqu'en 1830, ce sont largement des anciennes élites qui siègent au conseil d'administration, et une telle place est encore une voie obligée pour accéder aux plus hautes fonctions municipales.

#### La fin de l'Empire et les cent jours

##### L'effondrement de l'Empire

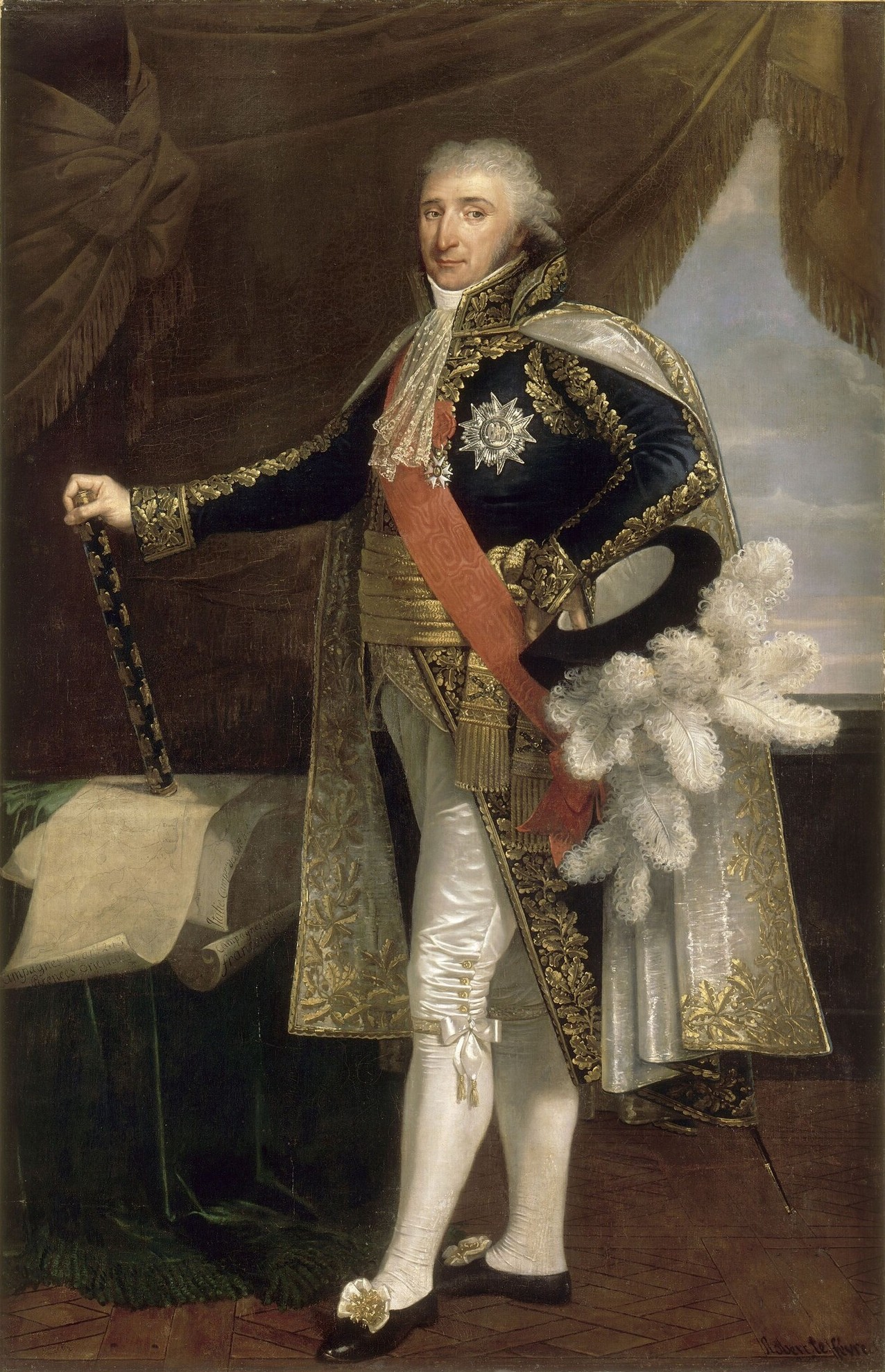
Maréchal Pierre Augereau, de Robert Lefèvre, Château de Versailles.

A la fin de l'année 1813, les désastres militaires et notamment la bataille de Leipzig obligent Napoléon a replier ses armées sur la France, menacée d'une invasion. Du côté lyonnais, l'armée de Bohème envahit la Suisse et prend Genève, exposant Lyon à une attaque directe. Tout de suite après, le comte Bubna à la tête d'une colonne autrichienne s'empare en quelques semaines des départements du Jura et de l'Ain. Le 12 janvier 1814, des éclaireurs autrichiens s'aventurent sous les murs de Lyon, alors maigrement défendus par quelques centaines d'hommes.
Le maréchal Augereau, chargé de la défense de la ville, est en butte aux autorités de la ville qui, craignant les représailles, refusent de l'aider à mobiliser et armer la population. Il parvient grâce aux tergiversations des autrichiens à réunir via le plat pays et les départements voisins plus de 20000 hommes. Face à lui, sous le commandement du prince de Hesse-Hombourg se présente 40000 soldats autrichiens.
Le 11 mars a lieu les premiers combats qui permettent à Augereau de reprendre Mâcon. Il est ensuite défait le 18 mars à Saint-Georges-de-Reneins puis lors de la bataille décisive de Limonest le 20 mars. Démuniue devant le déséquilibre des forces, Augereau cède à la demande des dirigeants lyonnais de ne pas enfermer son armée dans la ville, pour éviter un nouveau siège de la ville et il se replie sur Valence. Les autorités municipales lyonnaises se présentent dès le lendemain 21 mars aux Autrichiens pour leur donner les clefs de la cité. Ces derniers occupent la ville immédiatement et la placent sous administration militaire. Lorsque durant la nuit du 23 au 24 avril, Napoléon traverse la ville en direction de l'île d'Elbe, celle-ci reste silencieuse.

##### Première restauration

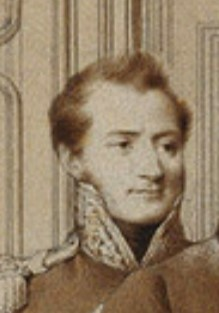
Le comte de Noailles, gravure du congrès de Vienne par Jean Godefroy d'après le tableau de Jean-Baptiste Isabey.

La première Restauration commence à Lyon avec une population profondément divisée entre plusieurs tendances monarchistes, un puissant courant bonapartiste et de nombreux républicains. Pour diriger la cité et éviter de nouveaux conflits internes, le comte d'Artois nomme le comte Alexis de Noailles, avec pour mission de juguler les tendances extrémistes de tous bords et de restaurer la paix civile.
Noailles parvient à négocier un départ rapide des troupes autrichiennes et rallie les élites locales au pouvoir royal. Il limite l'épuration administrative aux éléments les plus compromis par leurs actions antimonarchistes sous l'Empire. Il s'emploie également à écarter de toutes fonctions officielles les monarchistes les plus radicaux. Lorsqu'il quitte Lyon en juillet 1814, la cité ne connait aucun mouvement violent particulier.

##### Retour de Napoléon et seconde abdication
L'annonce le 3 mars 1815 du débarquement de Napoléon provoque une vive émotion. le comte d'Artois se déplace en personne pour mobiliser les forces contre l'ex-empereur mais la nomination du comte de Percy à la tête des forces lyonnaises ravive de mauvais souvenir et la population refuse de combattre pour ne pas subir un nouveau siège. Un grand nombre de royalistes abandonnent la ville et certains rejoignent le duc d'Angoulème qui tente de prendre la ville de force.
Mais la ville est encore fortement bonapartiste et lorsque Napoléon arrive le 10 mars dans la ville, il est acclamé par un grand nombre de partisans. Le maire, le comte de Fargues, après avoir tenté de mobiliser contre « l'usurpateur », accueille l'arrivant comme un « grand capitaine ». Et comme lui, les autorités font immédiatement allégeance à Napoléon. Les bonapartistes forment rapidement une fédération pour soutenir la cause de l'empereur mais les forces coalisées s'engagent rapidement contre la France. Les frontières se ferment rapidement et les ateliers se vident.
Face aux bonapartistes, les royalistes s'organisent dans les mots du Forez autour du bourg de Chevrières et du comte Hippolyte d'Espinchal ; formant une armée de volontaires, les chasseurs d'Henri IV. Ceux-ci font des coups de force contre les bonapartistes jusqu'aux abords de Lyon. Le 24 juin, la nouvelle de la défaite de Waterloo et de la nouvelle abdication de l'empereur arrive en ville. Immédiatement, les chasseurs d'Henri IV et les royalistes restés en ville tentent de s'emparer de l'hôtel de ville mais les bonapartistes parviennent à les en empêcher, et conservent le contrôle de la ville au nom de Napoléon II.

### Restauration

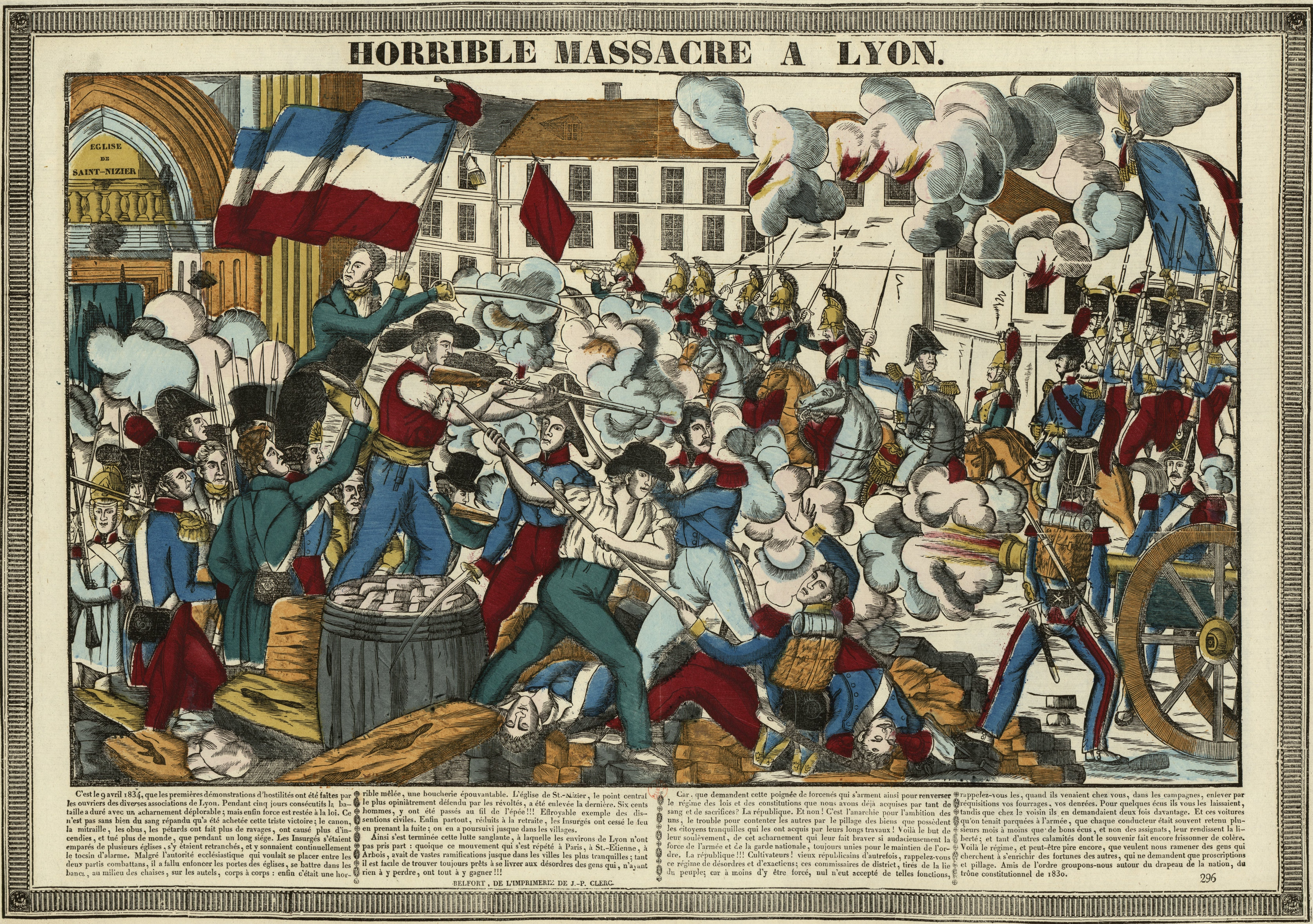
Révolte des canuts de 1834

Avec le retour de la monarchie en 1815, le paysage politique se structure autour de deux grandes forces, les ultras, conservateurs et ultramontains, et les libéraux. Une opposition vive s'engage dès lors, par la presse et les clubs ou associations de notables. Les opinions sont cristallisées par les élections qui, même censitaires, rythment la vie lyonnaise. Le peuple, totalement exclu de l'espace politique, est largement traversé par les idéaux républicains ou bonapartistes.
Le début du règne de Louis XVIII voit l'installation à la tête de la ville d'hommes de consensus avec le comte de Farges pour la mairie et le comte Christophe de Chabrol de Crouzol à la préfecture.
Les idées libérales se développent suffisamment pour que, à l'annonce des ordonnances de juillet 1830, une émeute se forme, destitue les autorités et crée une municipalité provisoire, garante des libertés, avec le docteur Prunelle comme maire. Celle-ci est ensuite confirmée par le nouveau préfet.

### Monarchie de Juillet
Lyon entre dans la monarchie de Juillet secouée par deux fortes révoltes des canuts, en 1831 et 1834. Ces soulèvements, d'un genre nouveau pour l'époque, de travailleurs unis pour l'amélioration de leurs conditions de travail ont un très fort impact en France et en Europe. De nombreux hommes politiques, journalistes, écrivains ou philosophes s'emparèrent de ces révoltes pour penser le monde d'alors. Ces évènements serviront d'exemples à de nombreuses autres luttes sociales durant le XIXe siècle. Ces deux révoltes sont réprimées dans le sang et Lyon, sévèrement surveillée, reste ensuite politiquement calme jusqu'en 1848. Les débats politiques se restreignent à nouveau au seul cadre légal des élections, où la très grande majorité des élus sont des orléanistes modérés. Les légitimistes, très minoritaires, se réfugient alors dans la défense de la religion et des droits de l’Église.
À la suite du traité de Paris (1815), la Savoie redevient autonome ou étrangère. Les frontières sont désormais à 70 km de Lyon. Après la Révolution de Juillet (1830), le général Hubert Rohault de Fleury est nommé à Lyon pour mettre la ville en état de défense. Le projet de La Petite Ceinture (19 forts) est réalisé entre 1831 et 1850.

### Deuxième République
Lors des événements de 1848, la ville apprend avec surprise la fuite du roi Louis-Philippe. Les appels au calme du préfet Chaper sont entendus, hormis par quelques centaines d'ouvriers descendus des pentes de la Croix-Rousse qui cherchent à envahir la préfecture et à faire pression sur le conseil municipal en formant des comités révolutionnaires. Pendant quelques mois, ces comités obtiennent des victoires symboliques, mais lors de l'élection de la constituante, les voix rurales font que les élections du Rhône sont acquises aux modérés. Progressivement, les comités révolutionnaires abandonnent les armes et rentrent dans le rang.
La Deuxième République confirme l'attachement du peuple de Lyon au prestige du nom de Bonaparte, et l'existence d'un solide noyau de républicains, basé surtout à la Croix-Rousse et à la Guillotière. Ainsi, même si aux élections de la Constituante, les candidats de l'Ordre sont majoritaires, aux élections présidentielles, Louis-Napoléon obtient 62 % des voix, et Raspail 14 %. Les troubles ouvriers sont peu nombreux, contrairement à ce que craignent les autorités et les élites bourgeoises. Les masses républicaines ne peuvent se soulever à l'annonce du coup d'état de 1851, la ville étant quadrillée par l'armée. Mais les résultats du plébiscite indiquèrent nettement l'opinion du peuple lyonnais ; il y eut 25 % d'abstention, et 35 % de non.

### Second Empire

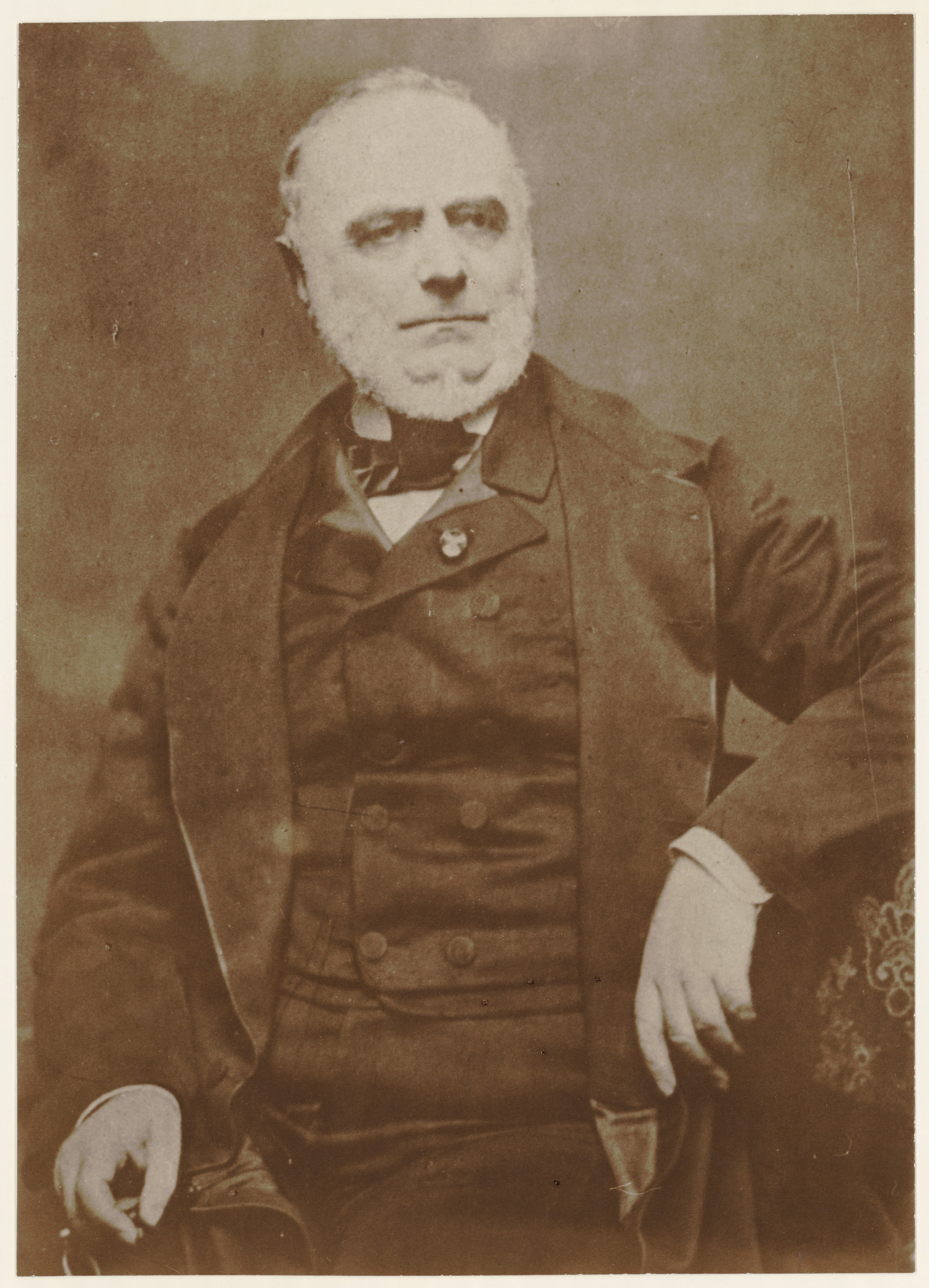
Le préfet Vaïsse

Sous le Second Empire, la vie politique lyonnaise est toujours enfouie sous un manteau de surveillance et de répression, comme l'atteste la censure sévère imposée aux journaux et théâtres, dont celui, très populaire, de la marionnette Guignol. La municipalité est réformée. Le décret du 24 mars 1852 annexe les communes de la Guillotière, de la Croix-Rousse et de Vaise à Lyon, divise la ville en cinq arrondissements avec des maires nommés à leur tête, qui n'ont que des fonctions subalternes. Les pouvoirs restent jalousement entre les mains du préfet. En mars 1853, est placé à ce poste Claude-Marius Vaïsse, qui reste onze ans et transforme le centre de la ville. Sous son contrôle, la ville reste calme, mais il ne peut empêcher les progrès des idées républicaines ou socialistes qui parviennent, malgré les pressions, à s'exprimer lors des élections. Ainsi, lors de celles de 1857, Jacques-Louis Hénon est réélu comme candidat républicain. Il en est de même lors du scrutin de 1863, date à laquelle Jules Favre l'est également, prouvant la montée des courants républicains dans la population. La gauche lyonnaise, à partir de cette date, organise des comités pour porter encore davantage ses idées, malgré des divisions internes nombreuses entre, par exemple, républicains et socialistes. La lente libéralisation de l'Empire permet à de nombreux journaux de fleurir à Lyon, représentant toutes les tendances politiques.
Cette division se retrouvera aux dernières élections impériales, en 1869, où contre les républicains modérés Favre et Hénon, les mouvements avancés proposent Désiré Bancel et Raspail, qui sont élus. Ils portent les revendications des masses ouvrières au moment même où de nombreuses grèves ont lieu, en coordination étroite avec l'Internationale, à laquelle adhèrent de nombreux corps de métier,.
L'élite soyeuse reste soucieuse de plaire à la famille impériale. Lors du mariage de l'Empereur avec Eugénie de Montijo en janvier 1853, des représentants de la ville et de la Fabrique décident d'envoyer une corbeille à l'impératrice en gage de fidélité. Celle-ci, d'une hauteur de 50 000 francs, est composée par les meilleures maisons de l'époque, dont Schulz frères et Béraud, Champagne et Rougier, Mathenon et Bouvard, Tolozan et Cie. Le présent est offert en décembre de la même année aux palais des Tuileries. Un autre, plus modeste, est offert lors de son passage à Lyon en 1869. Elle visite des ateliers de tisserands et offre au tout nouveau musée des tissus des textiles de sa garde-robe venant de Chine et du Siam.
La déclaration de guerre à la Prusse ne provoque pas d'envolées patriotiques, et les premières défaites provoquent rapidement des mouvements républicains. Le 4 septembre, quand l'annonce de la défaite de Sedan parvient à Lyon, la population reprend l'Hôtel de ville et proclame, avant même Paris, la fondation d'une commune lyonnaise et la déchéance de l'Empire.

## La société lyonnaise

### Les œuvres de bienfaisance
Devant l'essor démographique et les mutations industrielles, la bonne société lyonnaise réactive ou crée des structures religieuses ou laïques pour porter assistance à la population misérable de la ville. Devrais débats agitent les milieux aisés sur les moyens et les méthodes pour aider les miséreux.

### Les sociétés de secours mutuels
Un certain nombre de quartiers restent largement en dehors des réseaux des œuvres de bienfaisance, essentiellement ceux de la périphérie, Vaise, Croix-Rousse et Guillotière. Ces lieux sont craints par la bourgeoisie qui ne s'aventure que rarement dans ces nouveaux quartiers, peuplés de personnes fraichement arrivées pour trouver du travail et vues comme étrangères. Au fil du temps, pour pallier ce manque, des systèmes sociaux d'entraide se mettent en place sous la forme de sociétés de secours mutuels.

## Une économie dominée par la soierie
Pour un article plus général, voir Histoire de la soie à Lyon.
Durant les années 1800 - 1870, Lyon retrouve une place importante dans l'économie nationale. Elle y parvient pour la plus grande part avec son activité traditionnelle de la soierie, qui « représente le premier poste des exportations françaises ». Néanmoins, d'autres industries prennent progressivement place à ses côtés, ainsi qu'un secteur bancaire très actif.

### La période napoléonienne et la reconstruction économique de Lyon

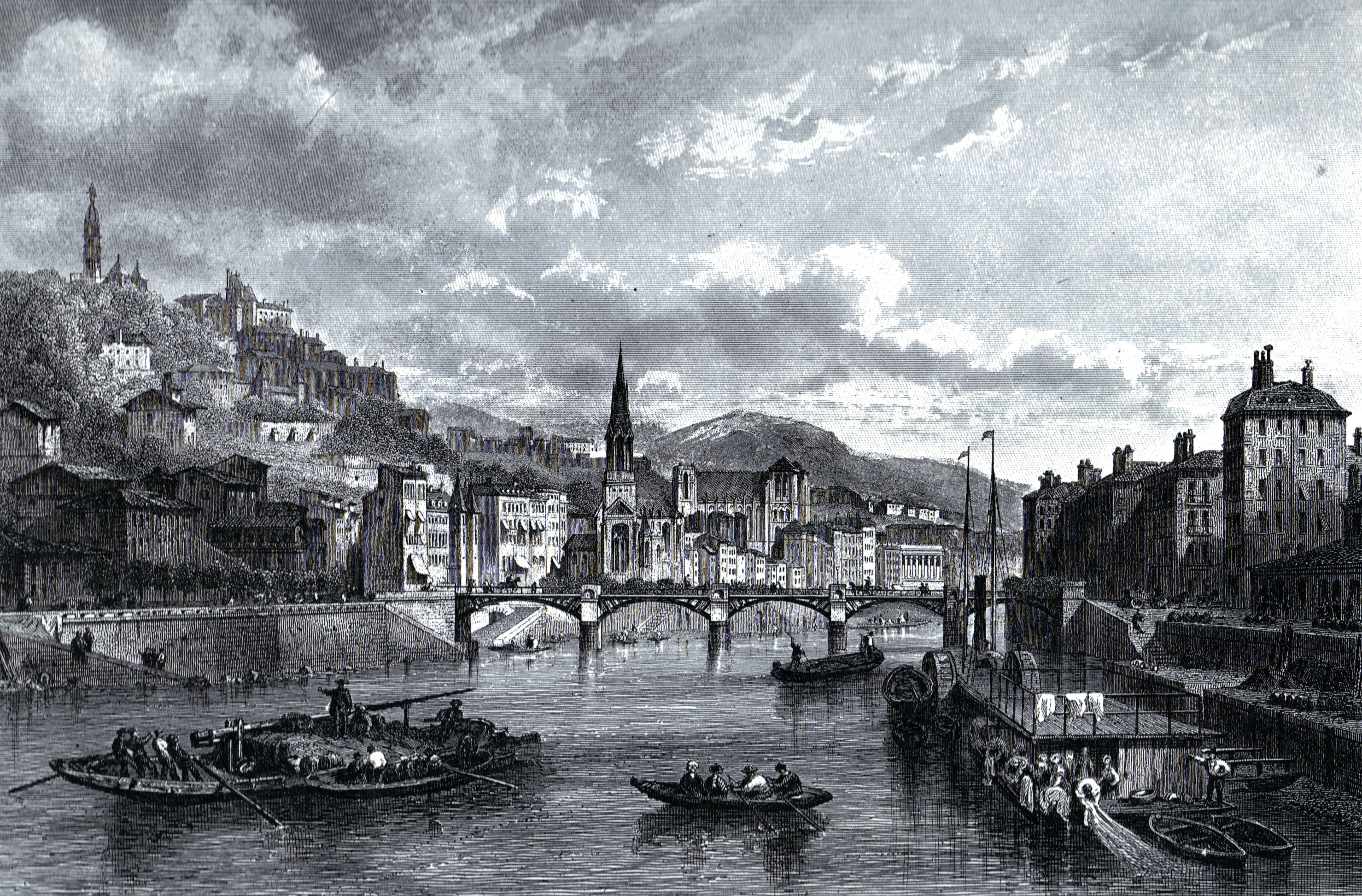
Des bateliers sur la Saône, gravure de 1860 présentant la vue de Fourvière et de Saint-Georges

En sortant de la Révolution, Lyon est une ville dévastée et ruinée. L'élite économique a fui en partie, surtout les étrangers. Un tiers de la population a déserté une cité sans travail, passant d'environ 150 000 à 100 000 entre 1788 et 1800. Les débouchés sont très réduits. Le Premier Empire œuvre pour relancer l'économie ; lors de son arrête à Lyon le 28 juin 1800, Bonaparte promet aux lyonnais d'œuvrer pour le rétablissement de la ville, et il prend de nombreuses mesures pour ce faire tout au long de son règne. Les commandes de prestige de la part de l'état viennent ainsi relancer fortement l'activité. Elles aboutissent majoritairement auprès de Claude-Camille Pernon, qui obtient la faveur de l'empereur. Ce dernier bénéficie également de la mise au point au sein de ses ateliers du métier Jacquard, qui accélère la production.
Destinée à compenser le manque de capitaux, dû à la disparition des quatre foires annuelles, la Banque de France implantée en 1808 est mal acceptée par des banquiers méfiants envers la monnaie fiduciaire et la stabilité du régime. Le livret ouvrier, mal adapté au monde de la Fabrique, est détourné pour résumer les relations entre tisseur et marchand. En revanche, la Condition des soies, indispensable pour mesurer sans ambiguïté le taux d'humidité de la matière, et donc sa qualité, créée en 1805 est adoptée sans détour. Une création purement lyonnaise trouve également immédiatement son utilité : le tribunal des prud'hommes. Crée en 1806, il a dès l'origine une fonction de conciliation et d'arbitrage, et fluidifie la relation entre des groupes sociaux aux positions fermement antagonistes.
Le bilan économique de la ville durant la période napoléonienne est bon ; la main-d'œuvre revient en ville et l'activité des grands négociants reprend vigoureusement.

### L'apogée de la soierie lyonnaise
Le XIXe siècle est le temps de l'apogée de la soierie lyonnaise,. La production, la diversité et l'expansion commerciale de ce secteur connait une vigueur sans précédent. Après la relance napoléonienne, la cité vit entièrement de son tissage et de son commerce, entrainant les autres secteurs industriels, le secteur bancaire. La soie fait la renommée mondiale de la ville, notamment au travers des expositions universelles.

#### La renaissance sous Napoléon

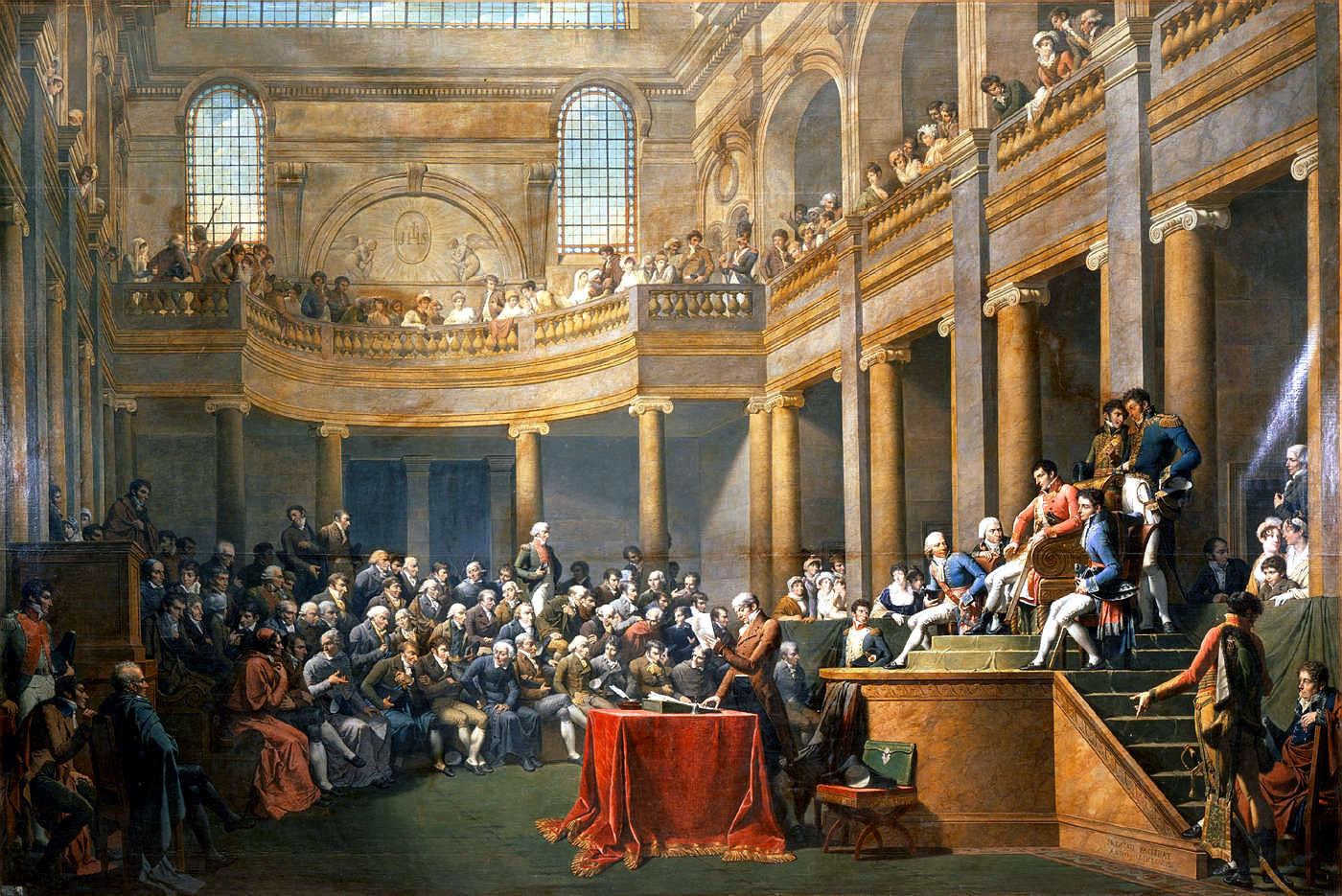
Tableau présentant la consulte de la république cisalpine se déroulant à Lyon de Nicolas-André Monsiau conservé au château de Versailles.

Sous l'Empire napoléonien, la Fabrique reconstitue lentement ses capacités productives, accueillant des investisseurs étrangers et faisant émerger un cadre de travail plus moderne et efficace. Pour pallier le manque de main d'œuvre et accélérer la production, un progrès décisif est réalisé avec la mise au point de la mécanique Jacquard.

##### Les commandes impériales et la restauration de l'industrie soyeuse
Au début du XIXe siècle, la soierie renaît de ses cendres, notamment sous l'impulsion de Napoléon. Conscient du potentiel économique de la soie, il s'informe de la situation de l'économie rhodanienne, notamment lors de son séjour de trois semaines lors de la consulte de Lyon de la République cisalpine en janvier 1802. Il passe d'importantes commandes destinées aux Palais impériaux. La première est octroyée au seul marchand-fabricant Pernon en 1802,, pour le château de Saint-Cloud, comme la seconde destinée en 1807 pour la salle du trône de Versailles,. Dans les années 1808-1810, plusieurs fabricants (Lacostat & Trollier, Bissardon, Cousin & Bony et Grand-frères) réalisent pour l'empereur pour diverses pièces de Versailles et du château de Meudon.

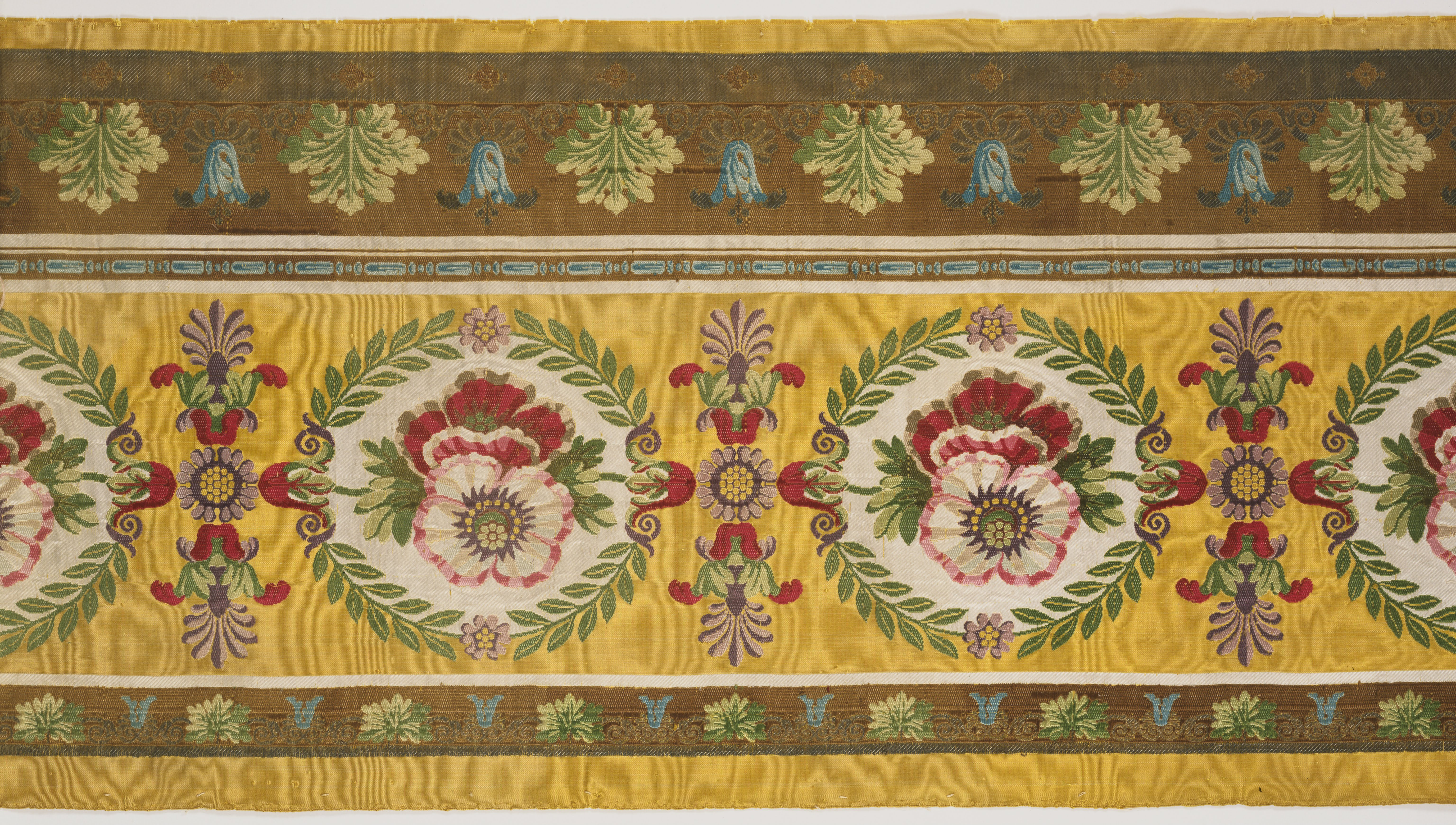
Pièce de soie réalisée par Séquin & Co en 1811. Conservé au Philadelphia Museum of Art.

La commande la plus importante arrive en 1811, pour un montant exceptionnel de 2 000 000 de francs destinés à acheter plus de 80 000 mètres d'étoffes. Elle est particulièrement surveillée par l'administrateur du mobilier de la couronne Alexandre Desmazis qui reste un mois à Lyon pour superviser sa mise en œuvre. La commande est répartie entre une douzaine de soyeux lyonnais dont Lacostat, Bissardon, Cousin & Bony, Grand-frères, Chuard, Dutillieu & Theoleyre, Corderier, Seguin, Gros.
Malgré les achats officiels, la croissance de la production est lente sous l'Empire, se limitant à environ 1,7 % par an. Elle permet toutefois de retrouver et dépasser le niveau de 1789. Alors qu'en 1801, la production d'étoffes de soie est de 35 % inférieure à celle de la veille de la Révolution, elle retrouve ce niveau dès 1810.

##### Un environnement porteur

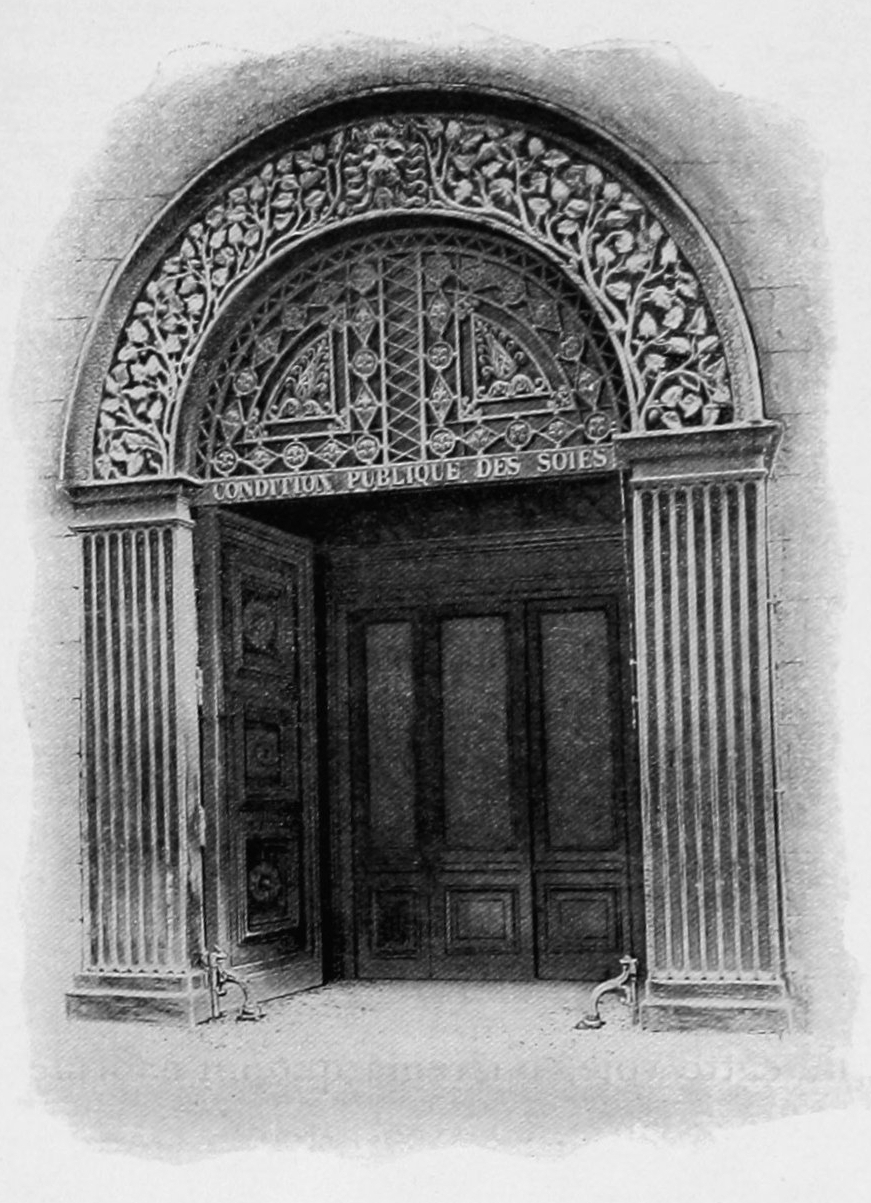
Entrée de la condition des soies, un des instruments de développement de l'industrie textile lyonnaise au XIXe siècle.

La destruction du cadre des règlements de corporation sous la Révolution ayant entrainé une profonde désorganisation de l'activité, le pouvoir impérial, fortement sollicité par les soyeux lyonnais, entreprend plusieurs réformes pour remettre en place une organisation professionnelle et des instruments pour améliorer les conditions du commerce des soies. Il est à l'origine de la restauration de la chambre de commerce (1802), de la création de la Condition des soies (1805),, et de l'établissement du tout premier conseil des prud’hommes, alors uniquement consacré à la soie lyonnaise. Les soyeux lyonnais se regroupent au sein d'une Société des amis du commerce et des arts qui soutient l'établissement d'une caisse de prévoyance pour les tisseurs, d'un tarif réglementé ou d'un enseignement professionnel pour garantir une certaine qualité à la main d'œuvre. Pour soutenir les compétences artistiques des dessinateurs, une école impériale des Beaux-arts est fondée au palais Saint-Pierre, en même temps qu'un musée en 1807, même si le directeur Pierre Révoil en oriente rapidement l'enseignement vers l'art plus que l'industrie. Dans le même mouvement, un concours de dessins est institué, dont la dotation est fournie par la chambre de commerce. Enfin, le livret ouvrier est adapté à la situation particulière de la Fabrique. Initialement contrôlé par le maître-fabricant, il est confié simplement au maître d'atelier, introduisant plus de souplesse dans les relations hiérarchiques. Avec la croissance, la paix sociale revient.
Dans le cadre des commandes impériales, le secteur de la chimie de la teinture fait à Lyon des progrès importants. À la suite de la découverte de défauts présents dans la première commande de Pernon, les savants lyonnais font des recherches pour trouver des colorants plus stables, plus beaux et moins chers. Napoléon ordonne également la création d'une école de chimie à Lyon. Le premier directeur de cette école, Jean-Michel Raymond, découvre ainsi un procédé pour élaborer du bleu de Prusse avec une forme de cyanure, bien moins couteux que les procédés traditionnels.
Cette époque est également le moment où les premières « expositions des produits de l'industrie nationale » permettent à certains marchands-fabricants lyonnais de présenter leur savoir-faire. Le premier à exposer est Camille Pernon en 1802. Par la suite, les soyeux y sont toujours plus nombreux, et les catalogues des expositions permettent de suivre l'évolution des techniques, des styles et des modes.
Le secteur de la soierie ayant du mal à trouver les investisseurs locaux capables de relancer la production et le commerce, de nombreuses maisons étrangères sont accueillies pour remplacer celles qui ont succombé sous la Révolution. De nombreuses succursales s'installent alors dans la ville, passant des commandes de tissus simples destinés à l'exportation vers l'Europe ou plus loin encore. Ces maisons engagent des capitaux importants à Lyon, aidant ainsi au redressement de l'appareil productif. Parmi elles se trouvent les entreprises suisses (surtout genevoises) Diodati, Odier & Juventin, Memo, L. Pons, Dassier, Debar & Cie ; les allemandes Feronce & Crayen (de Leipzig) et H. Reiss (de francfort) et les italiennes Soresi (de Milan) et Travi (de Turin).
La Fabrique lyonnaise bénéficie à cette époque également du blocus continental qui limite la concurrence des tissus anglais.

##### Mécanisation de la production avec le «Métier Jacquard» et conséquences

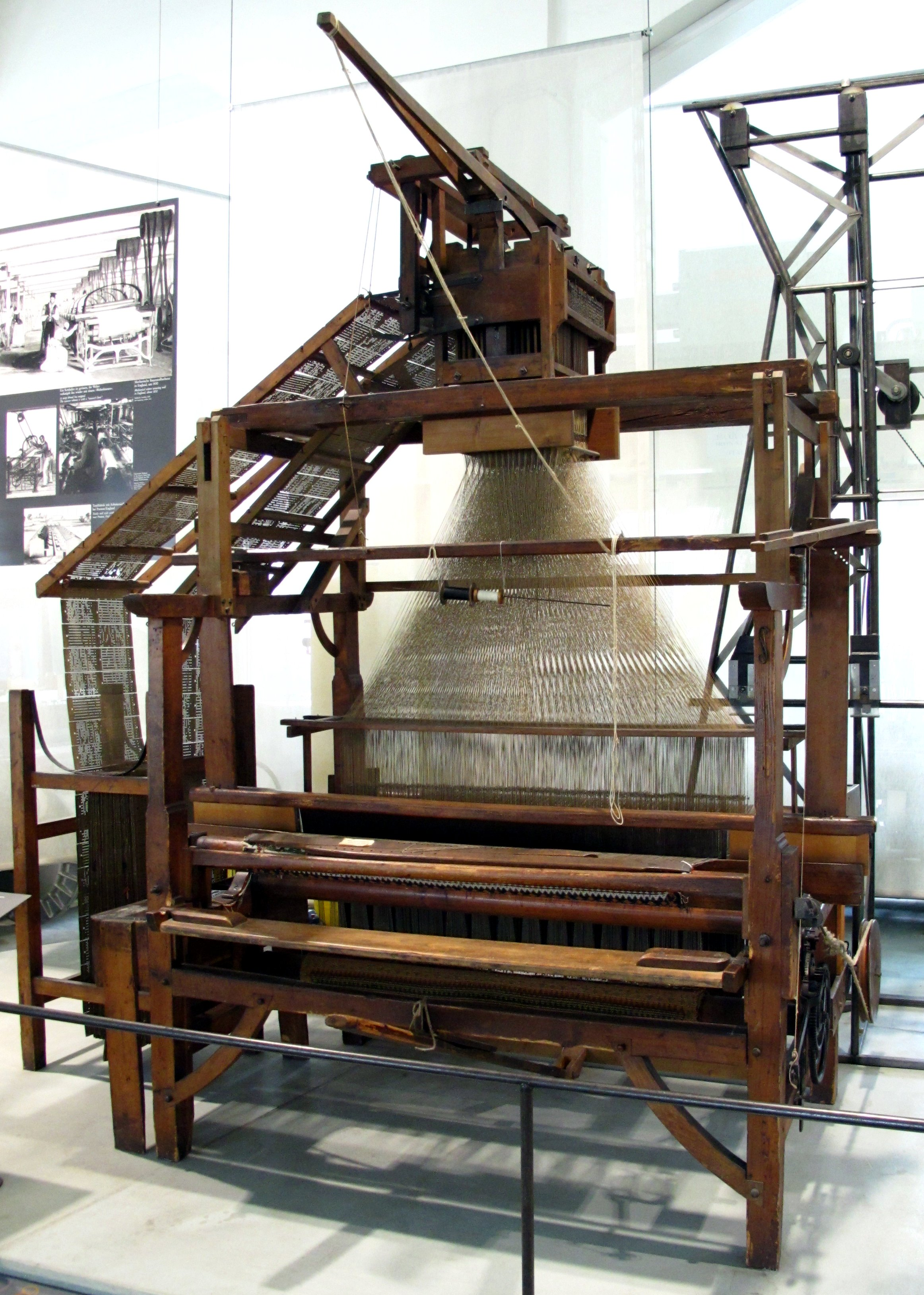
métier Jacquard conservé au Deutsches Museum, datant de 1860 environ.

En réponse à un prix proposé en 1801 par la Société des amis du commerce et des arts concernant l'amélioration des métiers à tisser, Joseph Marie Jacquard propose un mécanisme qui permet à un seul ouvrier de réaliser une étoffe complexe, au lieu de plusieurs auparavant. Il exploite pour cela les recherches réalisées avant lui par Basile Bouchon qui met au point un métier à aiguilles en 1725, amélioré une première fois par Jean-Baptiste Falcon qui y adjoint un système de cartes perforées, et par le mécanisme à cylindre automatique de Jacques Vaucanson datant des années 1750.
Peu fiable, la mécanique Jacquard sera perfectionnée continuellement, entre autres par Albert Dutillieu (qui invente le régulateur en 1811) et Jean-Antoine Breton (qui met au point l'entraînement de la chaine à cartons en 1817, amélioration décisive),. Le métier garde cependant le nom de « Métier Jacquard », sans que cette postérité ne corresponde à sa place réelle dans l'évolution technique des métiers à tisser.
Cet investissement dans un appareil de mécanisation de la production s'explique par le manque permanent de main d'œuvre qui freine toute l'activité à cette période. En effet, la population lyonnaise n'est que de 102 000 habitants, contre 150 000 à la veille de la Révolution, et elle ne remonte qu'à 120 000 habitants à la fin de l'Empire.
Durant le XIXe siècle, le métier mécanisé s'impose pour la fabrication de soie unies ou aux motifs simples. Il est moins utile pour les dessins les plus complexes, qui demandent une débauche de temps de préparation, quel que soit le métier utilisé. Cela entraîne la baisse continue du prix de revient des soies simples, tandis que les tissus aux motifs les plus élaborés demeurent très chers. Le métier Jacquard, une fois perfectionné, connait un grand succès, son nombre passant de 41 en 1811 à 1879 en 1820, tandis que les métiers à la tire disparaissent rapidement, les ouvriers eux-mêmes appréciant les gains de temps obtenus.

#### De la Restauration à la Troisième République: Essor et apogée
Le bouleversement des structures sociales voit la montée de la bourgeoisie qui, comme la noblesse, veut se vêtir avec de la soie. Et la restauration de 1814 va également permettre à la soierie lyonnaise de se diversifier grâce au vêtement liturgique. Au cœur du siècle, la soierie lyonnaise est alors dominatrice. Elle fabrique de tout, vend partout dans le monde et s'impose dans les concours internationaux. Durant le Second Empire, la soierie lyonnaise est l'industrie exportatrice la plus importante de France. Cette prospérité est le résultat de la conjonction de trois facteurs : des marchands-fabricants, les soyeux, qui investissent largement et s'engagent sur des marchés toujours nouveaux ; une masse de tisseurs indépendants, les canuts, dotés pour l'élite d'entre eux d'un grand savoir faire ; et un secteur artistique et scientifique permettant une innovation permanente.

##### Organisation de la Fabrique
L'élaboration d'un tissu au sein de la Fabrique est une activité très fragmentée. Ainsi, il est rare que les maisons de marchands-fabricants aient des employés tisserands. Ce sont la plupart du temps des donneurs d'ordre et font travailler des fabricants-façonniers, des chefs d'atelier. De même, nombreux sont les marchands-fabricants à ne pas vendre directement leurs tissus au client final. Ils passent la plupart du temps par des commissionnaires chargés de placer leurs productions dans toutes les villes du monde.

###### L'approvisionnement en soie

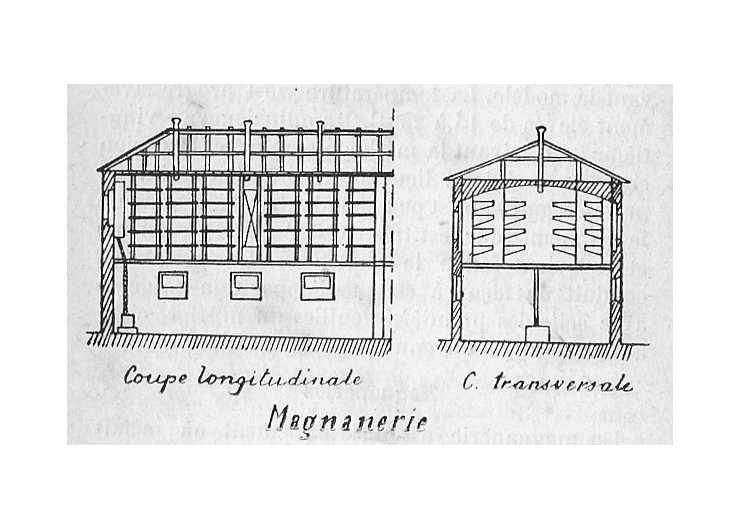
Schéma d'une magnanerie.

Entre 1815 et 1849, la consommation de soie est multipliée par quatre. Il faut donc pour les maisons soyeuses trouver en permanence de nouvelles sources d'approvisionnement en fil de soie ou soie grège à transformer en fil.
Les maîtres de la Fabrique ne possèdent généralement pas leur propre domaine de production de soie grèges ou de fil de soie, les achetant à des entreprises spécialisées ou à l'étranger auprès d'intermédiaires. Jusqu'au milieu du siècle, la soie grège est issue pour moitié des magnaneries des Cévennes et pour l'autre du Piémont et de l'Asie. De rares sociétés se lancent dans l'investissement en unité de production, telle la maison Palluat-Testenoire qui possède par exemple cinq usines près du Mont-Liban, revendues en 1900 à la maison Veuve Guérin et fils, ou le lyonnais Charles Payen, qui monte à partir de 1845 une florissante entreprise de filature en Inde.

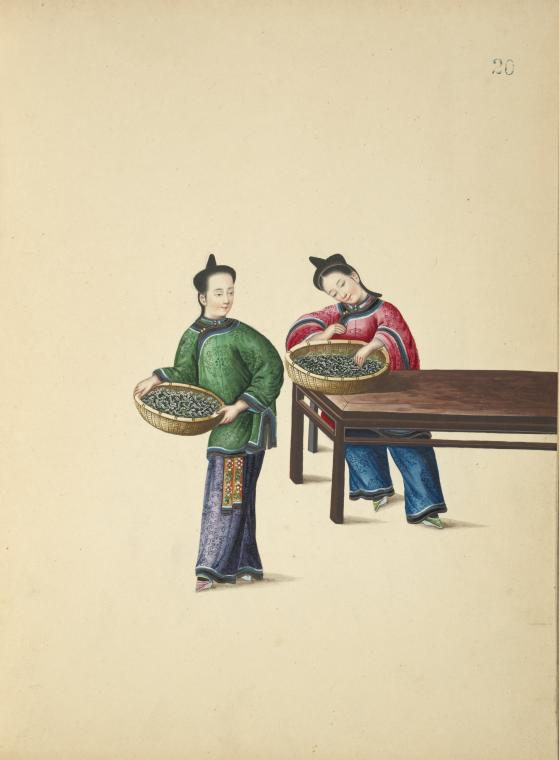
Chinois avec des cocons de ver à soie. dessin de 1880.

La présence lyonnaise en Chine est plus notable, facilitée par la mission d'exploration commerciale Lagrénée de 1843 - 1846. Mandatée par le gouvernement français, le séjour en Chine dure deux ans, de 1844 à 1846 et réunit une grande collection de textiles, de cocons de produits locaux et de nombreux rapports sur les techniques de tissage chinoises. La première maison a s'y installer est celle de Paul Desgrand. Les échanges entre Lyon et la Chine se développent considérablement, profitant notamment de l'établissement des concessions étrangères en Chine, de l'instauration d'une ligne maritime directe entre Marseille et Shanghai et de la création d'une structure de warrantage.
Dans les années 1850, les élevages cévenols sont durement atteints par plusieurs maladies : la pébrine, la flacherie et la muscardine. Malgré les travaux de Pasteur, la production s'effondre. Les maladies se répandant en Europe, les soyeux se procurent alors la matière première principalement en Chine,, et, pour le reste, dans les différents pays où ils ont des investissements. la maîtrise de ce secteur par les entrepreneurs lyonnais est largement facilité par le traité de libre-échange entre la France et le Royaume-Uni de 1860. Il permet à la place d'échange de fil de soie de Lyon de dominer leurs concurrents anglais, alimentant ainsi au meilleur coût leurs ateliers et revendant dans toute l'Europe.
À la fin du Second Empire, le Japon devient un pays fournisseur. L'ouverture au monde extérieur durant l'ère Meiji, à partir de 1868, permet aux lyonnais de prendre pied dans le pays. la maison Hecht, Lilienthal & Cie obtient une position de quasi-monopole dans le secteur. Elle obtient la fourniture de la totalité de l'équipement de l'armée impériale, et est payée en fil de soie qu'elle revend via sa maison-mère lyonnaise.

###### La production

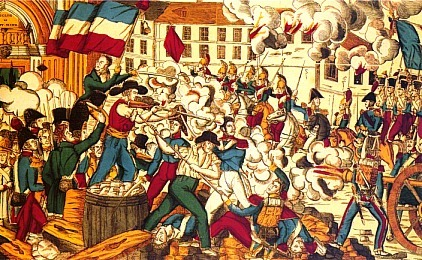
Bataille dans les rues de Lyon devant l'église de Saint-Nizier - Révolte des Canuts octobre 1831.

Sous une élite très resserrée, une masse importante d'ouvriers peuplent la Fabrique, qui est « sous la monarchie de Juillet, peut-être la plus forte concentration européenne d'ouvriers employés dans une seule industrie ». Contrairement à la plupart des autres types d'industries, la soierie lyonnaise reste artisanale très longtemps. Le premier métier mécanique n'est installé qu'en 1843, et on n'en dénombre que 7 000 en 1875. En 1866, il y a 30 000 métiers à tisser à Lyon et 95 000 dans les campagnes environnantes.
Au début du siècle, la production est concentrée en ville, et plus particulièrement sur la colline de La Croix-Rousse, qui est alors une commune indépendante, qui a donc l'avantage d'être exonérée de l'octroi, jusqu'à son rattachement à Lyon en 1851. Puis, la Fabrique disperse les lieux de fabrication dans le Lyonnais, le Beaujolais, allant jusqu'en Dauphiné, dans le Bugey et la Savoie. C'est au début du siècle que nait le terme de « canut » pour désigner le tisseur de soie lyonnais.
Comme les siècles précédents, la production est effectuée par des artisans indépendants, rétribués à la pièce et dont les relations avec les donneurs d'ordre sont régulièrement tendues. À deux reprises en 1831 et 1834, ceux-ci se soulèvent pour tenter d'imposer un tarif minimum de fabrication, sans succès. Ces révoltes ne perturbent pas significativement la prospérité générale permet aux tisseurs de voir leur niveau de vie progressivement s'améliorer.
Sous le Second Empire le conseil des prud'hommes, de par la volonté de la chambre de commerce, commence à rassembler des collections d'échantillons de tissus. Elles sont autant destinées à assurer à chacun de la propriété d'un motif qu'à nourrir les idées des dessinateurs et des fabricants.

###### Les débouchés
Les marchands-fabricants, les soyeux, contrôlent entièrement les débouchés de la production ; les chefs d'atelier ne vendant jamais les tissus qu'ils réalisent. Les circuits de la soie évoluent grandement au cours du siècle. Avant 1815, l'essentiel est distribué sur le continent, dans toutes les cours d'Europe. Par la suite, la forte hausse des barrières douanières déporte les ventes vers le Royaume-Uni et les États-Unis. Aux alentours des années 1870, ces deux États absorbent 70 à 80 % des achats de soierie lyonnaise.
Sur l'ensemble du siècle, c'est 80 % de la production qui est exportée de France. Cette réussite commerciale sonne le glas des autres centres de production nationaux (Avignon, Tours, Nîmes), qui s'éteignent les uns après les autres. De même, la concurrence européenne (Krefeld ou Elberfeld en Prusse, Zurich, Spitafield à Londres ou Manchester) s'efface devant la puissance de la Fabrique lyonnaise, pour ne plus se contenter que des miettes du marché de la soie mondiale, surtout les produits bas de gamme, délaissés par les Lyonnais.
Progressivement, la clientèle finale évolue. Aux élites traditionnelles s'ajoutent les strates les plus élevées de la bourgeoisie européenne et américaine. Le pouvoir d'achat en forte croissance de cette partie de la population lui permet de s'offrir les produits de milieu de gamme proposés par les soyeux lyonnais (soie unie, mélangée), la soie restant un puissant marqueur social.

###### Les grandes maisons de la soie lyonnaise

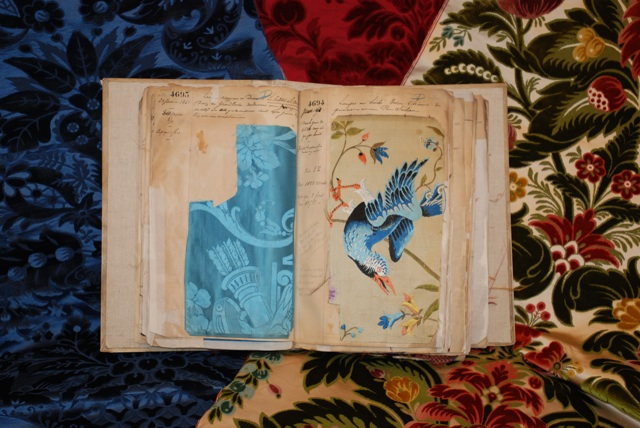
livre présentant des patrons de la maison Prelle, datant de 1861.

Les grands noms de la soierie lyonnaise sont, au XIXe siècle : Arlès Dufour (marchand de soies et banquier), Baboin (spécialisé dans la tulle de soie), Bellon et Couty (devenue plus tard Jaubert et Audras, fabricants dont la société est la plus importante de Lyon à la fin du Second Empire), Bonnet (spécialisé dans les unis noirs et promoteur des usines-pensionnats, devenant la société Richard & Cottin), Dognin et Isaac (fabricants de tulle de soie), Falsan, Gindre (fabricant de satins et taffetas), Giraud, Girodon, Gourd, Grand frères (repris ensuite par Tassinari & Chatel en 1870), Guerin (marchand de soie et banquier, héritier d'une famille remontant au XVIIe siècle), Martin (fabricant de velours et peluche), Monterrad (fabricants de façonnés), Montessuy & chomer (fabricants de crèpe de soie), Payen, Pignatel (marchand de soie), Riboud, Testenoire. À leurs côtés se trouvent les maisons de teinture comme les Gillet (spécialiste des teintes en noir), les Guinon (plus grand teinturier de Lyon) et les Renard (fondateur de la fuchsine) ; mais aussi les familles de filateurs. En 1866, il existe 122 marchands en soie, 354 négociants-fabricants, 84 teinturiers, et une multitude de petites entreprises travaillant autour de l'industrie soyeuse (liseurs de carte, peigniers, fabricants de navette, dégraisseurs, apprêteurs, etc).
Le monde des entrepreneurs en soie s'élargit régulièrement avec l'expansion de l'activité, pour doubler durant les cinquante premières années du siècle. Par la suite, le nombre des soyeux stagne, aux alentours de 350 à 400 marchands-fabricants. Cela signifie qu'en moyenne, la richesse de chacun s'accroit. Dans le même temps, une certaine concentration a lieu, mettant entre les mains d'une élite l'essentiel des moyens de production. En 1855, les treize principales entreprises fournissent 43 % de la soie tissée dans le Lyonnais. Cette proportion passe à 57 % en 1867. Ces maisons les plus puissantes ont les fonds pour investir dans des machines mécaniques, standardisant les produits réalisés. Ce sont souvent elles qui intègrent en leur sein des entreprises annexes très nombreuses : fabricant de machines à gaufrer, d'apprêt, atelier de teinture (avec les premières teintures chimiques), etc. L'étude des successions permet de confirmer ce tableau, montrant que le monde du négoce se fond progressivement dans celui de l'industrie, et que les investissements croisés permettent à cette élite de voir son patrimoine croitre considérablement. Ce monde des soyeux est géographiquement très concentré, principalement au bas des pentes de la Croix-Rousse, dans les quartiers Tolozan et Croix-Paquet,.

###### Réussite économique du secteur de la soie

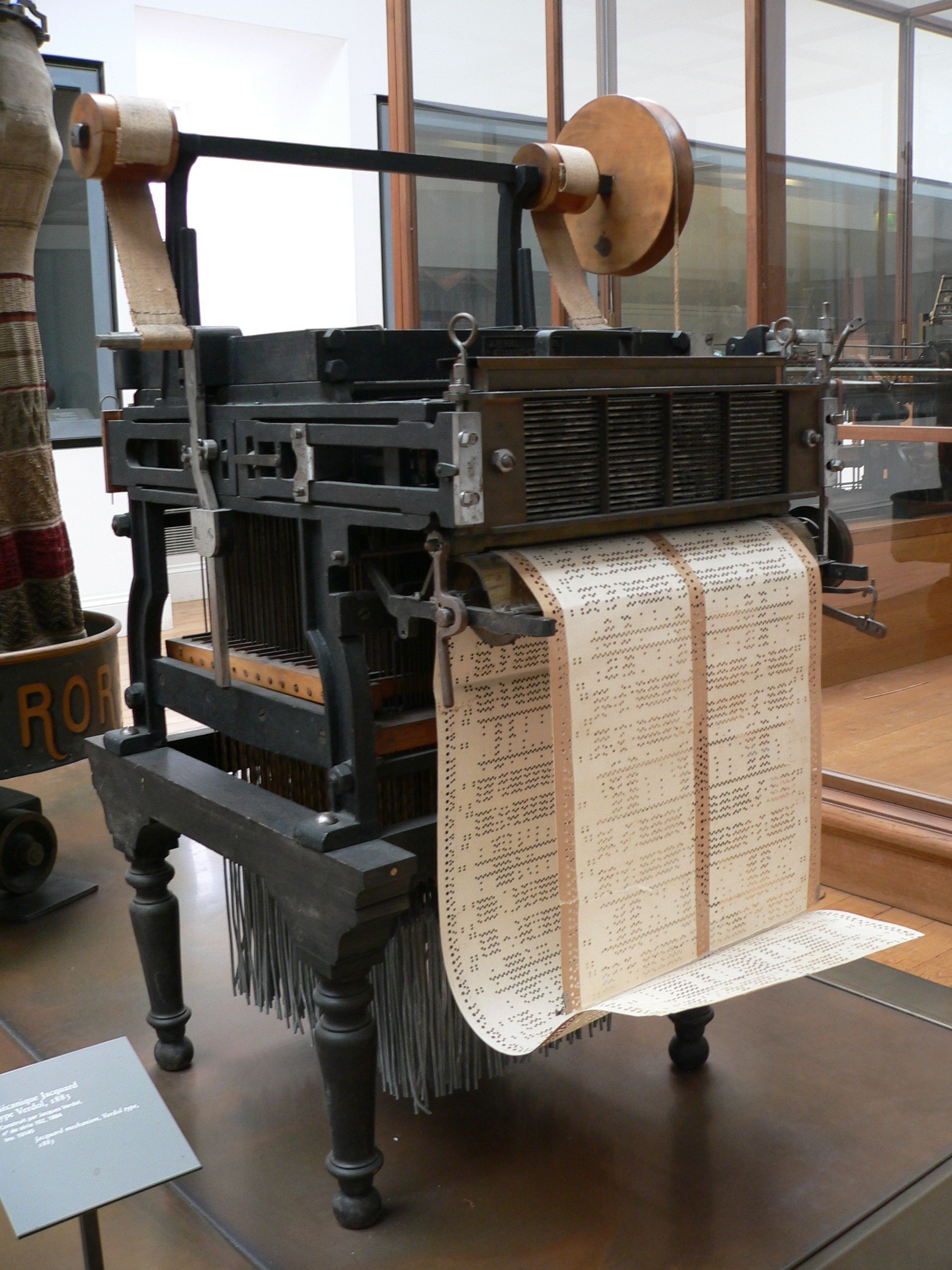
Un métier à tisser « Jacquard », outil de la prospérité lyonnaise, musée des Arts et Métiers.

Durant les deux premiers tiers du XIXe siècle, la production de soie tire la richesse de la cité rhodanienne, avec des taux de croissance annuelle de 4 % environ, alors que la moyenne française est de 1,5 %. La valeur des ventes à l'étranger est de 60 millions de francs en 1832, et s'accroit considérablement pour s'établir à 454 millions de francs en 1860. Cette hausse est, comme les siècles passés, très discontinue, avec des périodes de presse et des mortes saisons ; elle n'est toutefois pas réellement touchée par les deux révoltes des canuts. Angleraud et Pellissier estiment même que la Révolution française, malgré les destructions, n'a été « qu'une simple péripétie dans la longue croissance de la Fabrique lyonnaise ».
La révolution industrielle pénètre peu la Fabrique, qui reste une économie à fort coût de main d'œuvre, aisément supporté par la haute valeur du produit fini. C'est ainsi que le nombre de métier passe de 18 000 en 1815 à 37 000 vers 1830 et 105 000 en 1876. Cette croissance oblige les donneurs d'ordre à en installer non plus en ville, qui est saturée, mais dans les faubourgs et les campagnes environnantes,. Les succès économiques de ce secteur permettent aux travailleurs de la soie de sortir progressivement de la misère et, pour les plus qualifiés d'entre eux, de s'embourgeoiser. Le tournant de cette évolution a lieu durant le Second Empire, apogée de la prospérité de la Fabrique.

###### La soie, matrice de la chimie lyonnaise
La Fabrique est un secteur en plein essor, qui entraine avec lui d'autres parties de l'économie ou l'activité scientifique lyonnaise. La chimie en profite ainsi pleinement. La préparation de la soie et sa teinture nécessite une grande maîtrise de nombreux produits chimiques. Jusqu'à la Révolution, les teintes sont obtenues avec des produits naturels et au XIXe, il se produit un véritable bouleversement dans ce domaine, dont les chimistes lyonnais, poussés par les besoins d'une industrie textile puissante, sont pleinement partie prenante,.
Au début du XIXe siècle, la majorité de ces substances sont issues de l'acide sulfurique, ce qui explique la présence à Lyon de nombreux fabricants de « vitriol ». Avant l'apparition des colorants artificiels, la soie doit passer par un mordançage pour être teinte. Le seul colorant de cuve efficace est alors l'indigo, les autres doivent être précédés d'un mordant. Les teinturiers lyonnais en essaient ainsi de grands nombres (acide gallique, alun, vitriol vert, rouil, pyrolignite de fer, verdat, mousse d'étain, etc). En 1856, un chimiste anglais, William Henry Perkin, découvre le pourpre d'amiline, appelé à Lyon la mauvéine. « Non seulement ce colorant était facile à appliquer, sans mordant, mais il apportait aux soieries un éclat particulier, impossible à obtenir avec des colorants naturels ».
Cette nouveauté déclenche à Lyon un vif intérêt pour la chimie, notamment au sein de l'enseignement professionnel du lycée de la Martinière. De cet établissement sont ainsi issus les chimistes lyonnais spécialistes des teintures, tels Nicolas Guinon, Étienne Marnas ou Emmanuel Verguin. Ce dernier synthétise en 1858 la fuchine, autre colorant de l'aniline, plus solide que la mauvéine,.
Un certain nombre d'entreprises acquièrent une grande importance en France. On peut citer dans ce cas la Compagnie des produits chimiques d'Alais et de Camargue, qui deviendra Pechiney. D'autres entreprises se développent autour d'un inventeur ou d'un procédé. Jean-Baptiste Guimet, inventeur de l'outremer artificiel, Claude Perret, exploitant le procédé Clément-Desormes pour fabriquer de l'acide sulfurique et la famille Coignet utilisant la méthode d'Arcet pour produire de l'ostéocolle sont les plus significatives d'entre elles.

##### Les évolutions du style et du commerce de la soierie lyonnaise
le style de la Fabrique lyonnaise a comme caractéristique première l'inspiration florale, souvent dans une optique naturaliste. Une autre face typique est la volonté de mettre en avant les prouesses techniques. Tout au long du siècle, les plus grandes maisons de soyeux présentent le meilleur de leur savoir-faire durant les « Expositions des produits de l'industrie française », puis lors des expositions universelles lorsqu'elles se substituent aux premières en 1851. Ils font faire des pièces à la pointe de leurs capacités techniques pour ces occasions ; leur permettent de faire de prestigieuses commandes. Les produits présentés sont représentatifs des évolutions de leur style ou de leur clientèle.

###### Le style de la soie lyonnaise sous la Restauration: la taille-douce

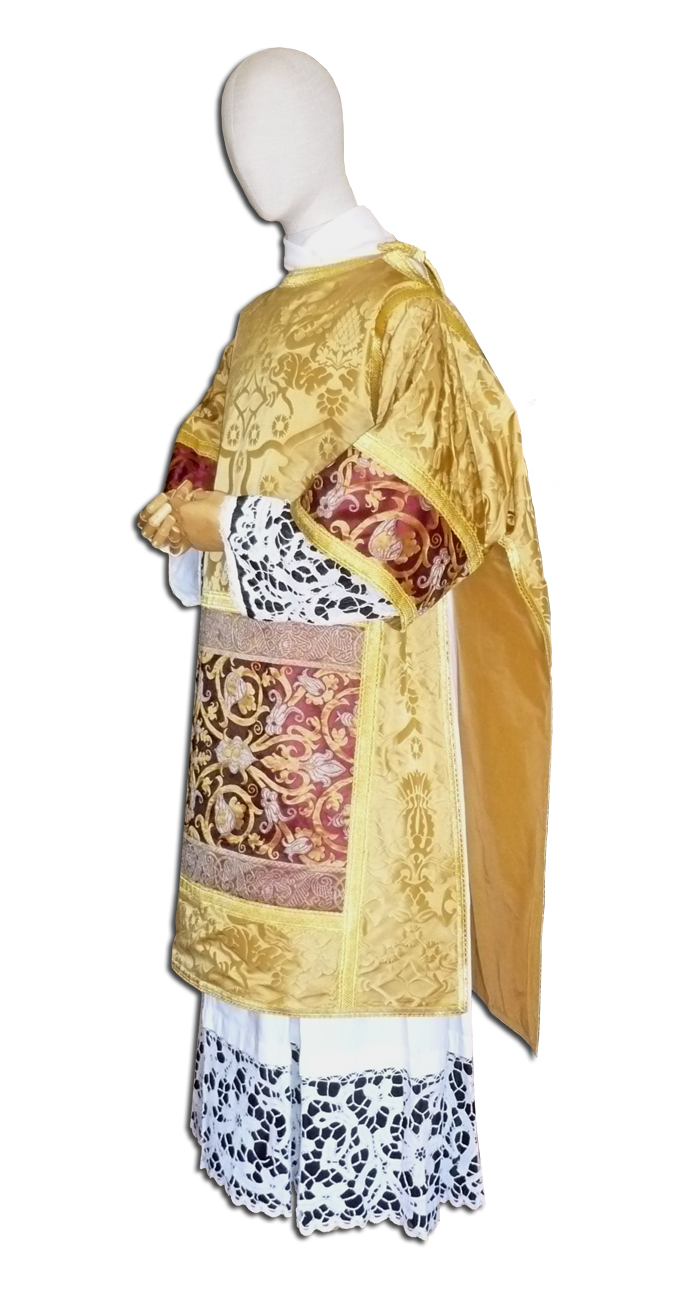
Dalmatique.

Durant la période de la Restauration, un tissu remporte un grand succès : le damas taille-douce, participant à l'élaboration du style Restauration. « Conçus pour donner l'illusion d'une gravure au burin, ces tissus supposent plus que tout autres une connaissance approfondie de la mécanique et des ressources qu'elle peut offrir ». La fabrication de ce tissu est permise par les améliorations techniques apportées par Étienne Maisiat et E. Moulin au métier Jacquard, le premier en installant un système de tringle pour faire des découpures et des liages quasi-invisibles et le second en inventant la mise en carte produisant l'illusion de taille-douce. La principale maison exploitant cette technique est la société Chuard, avec laquelle elle obtient de nombreuses récompenses. La maison Cordelier tisse également des damas en taille-douce.

###### Sous la monarchie de Juillet: la mode de l'Orient et l'essor de la soie liturgique
Durant la période de la monarchie de Juillet, le secteur de la soie, en plus de ses débouchés traditionnels (vêtement et ameublement en Europe), voit se développer nettement deux domaines : la paramentique en France et la vente à destination de l'Orient. L'essor de la foi catholique et l'obligation, après des décennies difficiles pour les paroisses de reconstituer les vestiaires liturgiques fournissent une clientèle importante pour la fabrication de dalmatique, chasuble, pluvial, conopée ou dais. Parmi les fabricants impliqués dans ce secteur, il y a la maison Lemire. Déjà important au XVIIIe siècle, le commerce avec l'Orient prend un grand essor à cette époque, avec notamment les productions de la maison Prelle.

###### Sous Napoléon III: la mode du néo-gothique et des unis
Durant le milieu du XIXe siècle, le courant du néo-gothique se répand dans toute la société, touchant toutes les formes d'art et d'artisanat. Les motifs néo-gothiques apparaissent dans les livres de patron aux alentours des années 1835, pour connaître un apogée à partir du Second Empire. Ils sont destinés, outre à la liturgie catholique, dont le pic de demande se situe entre 1855 et 1867, à l'ameublement et à la robe. Les maisons Lemire et Prelle produisent de grandes quantités de tissus à l'aide de ces motifs. Prelle en particulier se procure des dessins de Viollet-le-Duc et de l'abbé Franz Bock, compilateur d'une étude sur les vêtements ecclésiastiques. D'autres maisons suivent, telle Tassinari & Chatel à partir de 1866. Ces modes ne concernent qu'une partie de la production, l'essentiel restant fidèle aux traits marquants de la Fabrique lyonnaise, notamment les motifs floraux figuratifs.
Une autre tendance se dessine également, portée par les goût de la cour, et notamment ceux de l'impératrice. Délaissant les motifs, Eugénie recherche des tissus unis dont les attraits sont apportés par la matière et les couleurs. Les fabricants proposent alors des « étoffes faussement unies, des taffetas luisants, aux failles brillantes, aux satins, aux moires, gris, bleu, bordeaux ». Les motifs ont toutefois toujours la faveur impériale, s'ils sont ton sur ton. Pour pallier cette absence de dessin, les fabricants exploitent également les dentelles. Leurs prestigieux façonnés trouvent toutefois toujours une clientèle pour les châles ou les robes de bal.

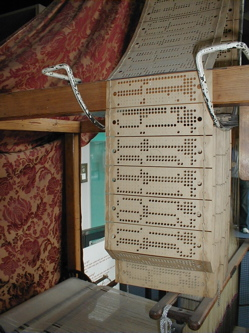
Cartes perforées pour le métier Jacquard.

Dans les années 1860, la Fabrique lyonnaise tourne également une partie de sa production vers une clientèle plus modeste, multipliant pour cela les tissus simples, unis, se tournant vers des techniques aisément mécanisées pour offrir de la diversité. Les fabricants font varier les armures et les teintures pour gagner une nouvelle clientèle. À côté de la réorientation d'une partie de sa production, la soierie lyonnaise cherche à conserver sa place dans l'ameublement et l'habillement destinés à l'élite. Pour cela, ils rivalisent de prouesses techniques largement mises en avant lors des expositions, telle la portière conçue en 1867 par la maison Lamy & Giraud et composée par le dessinateur Pierre-Adrien Chabal-Dussurgey, qui nécessite pour son tissage 91 606 cartons.
Durant le Second Empire, la Fabrique lyonnaise connait un prestige sans précédent avec son triomphe lors des premières expositions universelles. Lors de la première, à Londres en 1851, « l'exposition lyonnaise a démontré la suprématie incontestable de la « haute nouveauté » et du « grand luxe », à l'exemple de la maison Mathevon & Bouvard, ou de la maison James, Bianchi & Duseigneur. Elle a exposé des foulards et châles en soie de la maison Grillat Ainé, et les célèbres portraits tissés en soie de Carquillat ». Après Londres, l'exposition universelle de Paris de 1855 assoit davantage encore la domination du secteur par la Fabrique lyonnaise. La maison la plus admirée de cette session est Schulz frères, qui fabrique en 1853 le manteau de mariage de l'impératrice Eugénie et en 1856 celui de l'impératrice du Brésil Thérèse-Christine de Bourbon-Siciles.
Alors que la Fabrique exporte massivement ses produits vers les États-Unis, le début de la guerre de Sécession arrête immédiatement un métier sur trois. Heureusement, la signature d'un traité de libre-échange entre la France et l'Angleterre en 1860 ouvre immédiatement de nombreux nouveaux débouchés.

### Lyon, ville industrielle et bancaire
Autant les entreprises textiles lyonnaises se sont toutes structurées à partir d'un noyau familial, autant les autres industries lyonnaises du XIXe siècle ont pour une partie d'entre elles connue la création sous des formes plus modernes, en commandite ou société par actions. Le démarrage a lieu dans les années 1820.

#### Le textile en dehors de la soie
À côté de la Fabrique, et bien souvent irrigués par son succès, plusieurs secteurs textiles connaissent un grand développement.

##### Le fil de métal précieux
La guimperie et le tirage d'or et d'argent pour faire des fils de métaux précieux se porte bien, en lien direct avec les commandes de luxe qui reçoit la Fabrique. Sous le Premier empire, Lyon compte 112 maisons dans ce secteur, concentrées autour de la place des Terreaux.

##### La passementerie et la rubanerie
Ce secteur perd progressivement de l'importance, et se déplace à Saint-Étienne et Saint-Chamond. Depuis un total d'environ 600 personnes travaillant dans ce secteur, ces effectifs ne cessent de fondre.

##### Les bas et tulles
Cette activité connait un développement dès le Premier Empire. À cette époque, 9 000 personnes y sont recensés et les maisons les plus importantes tentent de concurrencer l'élite de ce secteur, les tulle anglais.

##### La broderie
Regroupées au sein de 45 maisons sous le Premier Empire, les plus de 500 brodeuses connaissent une fortune similaire à la Fabrique. Très liées aux activités soyeuses, les maisons de broderie ont leur siège entre la place des Terreaux et Croix-Paquet.

##### Le coton
Secteur marginal à la sortie de la Révolution française, il se développe sous le Premier Empire grâce à une forte demande et au blocus contre l'Angleterre de 1806.

##### La chapellerie
Secteur en déclin dès le Premier Empire, il voit ses maisons délocaliser vers Grigny et Chazelles.

#### Transport

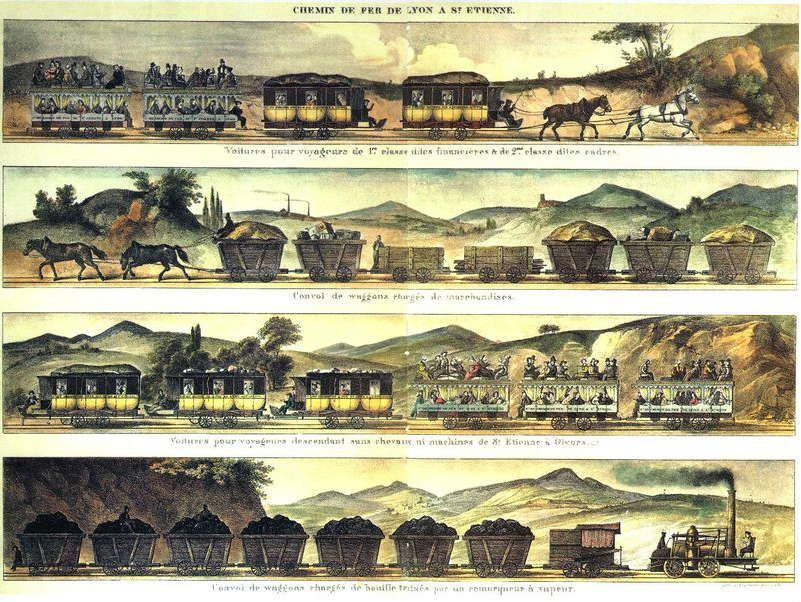
Quatre trains de la Ligne Saint-Étienne - Lyon:
Train de voyageurs en traction équestre,
train de marchandises en traction équestre,
train de voyageurs en descente sans traction,
train de houille, tiré par une locomotive d'avant de 1835

Tracé du premier chemin de fer Lyon-Marseille, 1835.

Le développement des transports est l'indice le plus saillant de la transformation industrielle de Lyon. La ville est reliée à Saint-Étienne par l'une des premières voies ferrées au monde (la première en France) par l'ingénieur Marc Seguin de 1826 à 1832. En 1854, la gare de Lyon-Vaise assure la liaison avec Paris et dès 1857, le percement du tunnel ferroviaire sous Fourvière permet à la ligne Paris-Lyon de faire à la gare de Perrache sa liaison avec la ligne Lyon-Marseille : le PLM est créé. Trois gares d'eau sont créées dans les mêmes années, à Perrache, Givors et Vaise, indispensables pour absorber l'augmentation du trafic sur le Rhône, de 122 % entre 1828 et 1853. Durant toute la période, de nombreuses sociétés de transport, souvent très rentables, exploitent voies d'eau et voies ferrées.

##### Batellerie
Avant l'avènement de la machine à vapeur, le transport fluvial s'effectuait sur des barques plates pouvant porter jusqu'à 200 tonnes chacune avec un équipage de 3 à 5 mariniers. La descente du Rhône prenait quelques jours, alors que la remonte, à l'aide de mulets ou de chevaux, durait de 1 à 3 mois. Un certain Dubost démarre en 1826 une entreprise de remorqueurs à vapeur ; malheureusement, le bateau construit par l'ingénieur anglais Derrheims explose le 4 mars 1827 à côté du pont de la Guillotière, faisant une vingtaine de victimes. La Société des bateaux à vapeur pour la navigation du Rhône, créée le 17 juin 1829, construit un bateau en bois de 19 m nommé « Le Pionnier » et doté d'une machine de 50 CV, qui part pour Arles le 11 juillet de la même année : il descend en 13 heures et demie, puis remonte avec 1 500 tonneaux en 7 jours (dont 88 heures effectives).
À cette époque, les marchandises qui transitent sur le Rhône sont estimées à 80 000 tonnes à la descente (houille de Saint-Étienne, blé et bois de Bourgogne, bitume, pierres), et à 84 000 tonnes à la remonte (coton, sucre, campêche, sel, vin, eaux-de-vie, poteries, etc.).
Plus tard, Louis Breittmayer et son frère, venant de Genève, fondent respectivement La Compagnie des Aigles et La Compagnie Générale, qui mettent à l'eau des bateaux utilisant des machines anglaises, capables de transporter chacun quelques dizaines de tonnes et 200 voyageurs : La Compagnie Générale, qui possède 8 navires en 1837, assure cette année 228 voyages sur le Rhône et la Saône. En 1839 arrivent La Compagnie des Papins, puis La Compagnie des Sirius, qui utilisent des bateaux construits au Creusot permettant de faire Lyon-Avignon en 12 à 15 heures.
En 1845, les compagnies des Breittmayer en consortium avec La Compagnie des Grappins, transportaient 160 000 tonnes de marchandises et 200 000 voyageurs à la remonte, et 50 000 tonnes et 80 000 voyageurs à la descente.
Après plusieurs années difficiles qui ont arrêté le développement du chemin de fer, le projet d'une ligne Paris-Avignon refait surface en 1849. Devant la menace qui se précise, une dizaine de compagnies de bateaux nomment un délégué, Clément Reyre, afin d'annuler la construction de lignes de train et de préserver leurs intérêts. Après avoir fait le tour de toutes les instances politiques, il rentre bredouille en expliquant que le consortium des bateliers aurait pu obtenir la concession du rail entre Lyon et Avignon, si toutefois la révolution de 1848 n'avait pas fortement affaibli leurs finances. Il propose alors l'inverse : faire racheter les compagnies de navigation par le chemin de fer. Leur liquidation est évaluée à 15 millions de francs.
En attendant sa fin, la navigation continue à prospérer : ce sont vingt compagnies qui ont leur siège à Lyon avec un apogée en 1853, année où la flotte atteint 60 bateaux sur le Rhône et 34 sur la Saône pour une puissance totale de 14 310 CV.

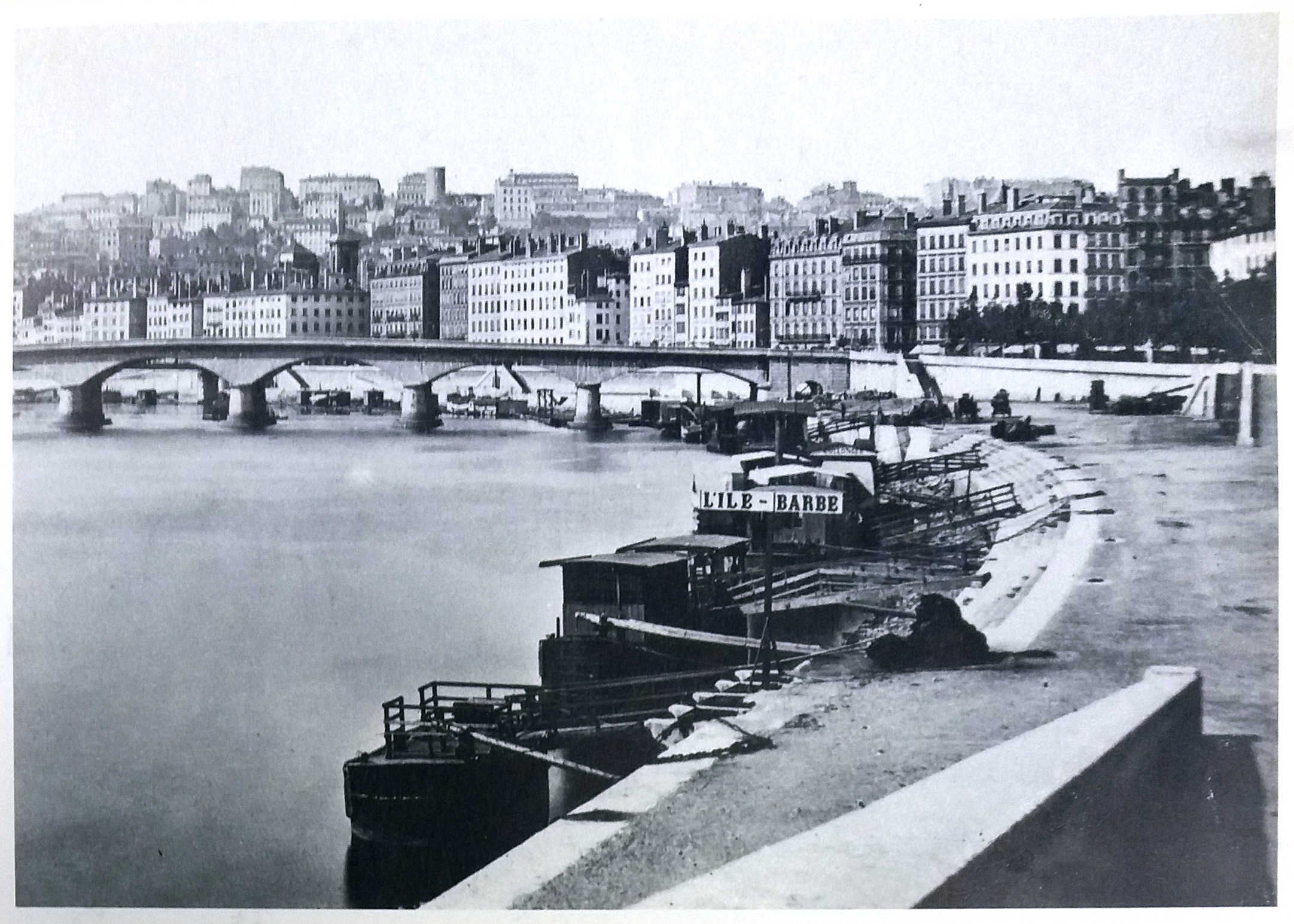
Compagnie des Mouches créée en 1857 pour le transport fluvial entre Perrache et l'Île Barbe (photo de 1870).

Le premier tronçon de chemin de fer entre Lyon et Avignon est terminé en 1855, ce qui met un coup d'arrêt au transport fluvial. On imagine alors envoyer les bateaux terminer leur carrière pour le transport des troupes ou comme abris pour malades dans la guerre de Crimée. Un bateau de rivière de 57 m et 116 tonneaux, nommé « Le Cygne », est ainsi affrété pour Constantinople avec 22 hommes menés par le capitaine Magnan. Il descend le Rhône et quitte Marseille le 15 octobre 1855 pour longer l'Italie avant de rejoindre la Grèce et atteindre sa destination, le 19 septembre, au bout de 26 jours dont sept et demi de navigation. Il trouve immédiatement preneur, mais il est coulé le 8 octobre avec 150 prisonniers russes par le navire autrichien « L'Impératrice ». Cet incident a mis fin au réemploi des bateaux lyonnais.

##### Chemin de fer
Une ligne de chemin de fer le long du Rhône est envisagée en 1833, les bateliers protestent alors, présageant la fin de leurs affaires. En 1845, Paulin Talabot envisage une ligne Paris-Lyon-Marseille et la Chambre des Députés vote l'autorisation de la ligne Lyon-Avignon.
Entre 1846 et 1847, une crise économique provoque la faillite des entreprises du rail, ce qui donne un sursis au transport par bateau. Les projets reprennent en 1849, et la discussion tourne autour du futur emplacement de la gare lyonnaise pour s'orienter vers deux sites : celui des Brotteaux et celui de Perrache. Le Conseil Municipal approuve en mars 1951 la vente de terrains sur le site de Perrache pour construire la gare principale. La ligne Avignon-Valence est terminée en 1853, et la ligne Valence-Lyon en 1855.

#### Sidérurgie et mécanique
La sidérurgie et la mécanique se développent fortement à Lyon. L'implantation du Métier à tisser de Jacquard marque l'essor d'une culture des systèmes mécaniques complexes. Les inventions de la machine à coudre par Thimmonier et, ultérieurement celle du cinéma par les frères Lumière sont redevables des astuces mécaniques du métier à tisser enchaînant des séries d'actions successives, dont les progressions de bande par à-coup. La sidérurgie se développe grâce à un approvisionnement aisé en matière première depuis Saint-Étienne, à la fois par voie d'eau et chemin de fer. « En 1847, la tonne de houille valait 19 F dans le Rhône et 32 F dans la Seine. ». La première et la plus puissante entreprise sidérurgique est celle des frères Frerejean, née avant la Révolution mais qui se développe surtout après le Premier Empire. Elle devient la première société anonyme lyonnaise en 1821, connut un accroissement régulier pour être la première entreprise sidérurgique française au milieu du siècle.
Dès les années 1830, Lyon s'équipe en gaz de ville, et de nombreuses sociétés se développent à partir de la cité, pour devenir de puissantes industries équipant de multiples villes françaises et européennes.

#### Chimie

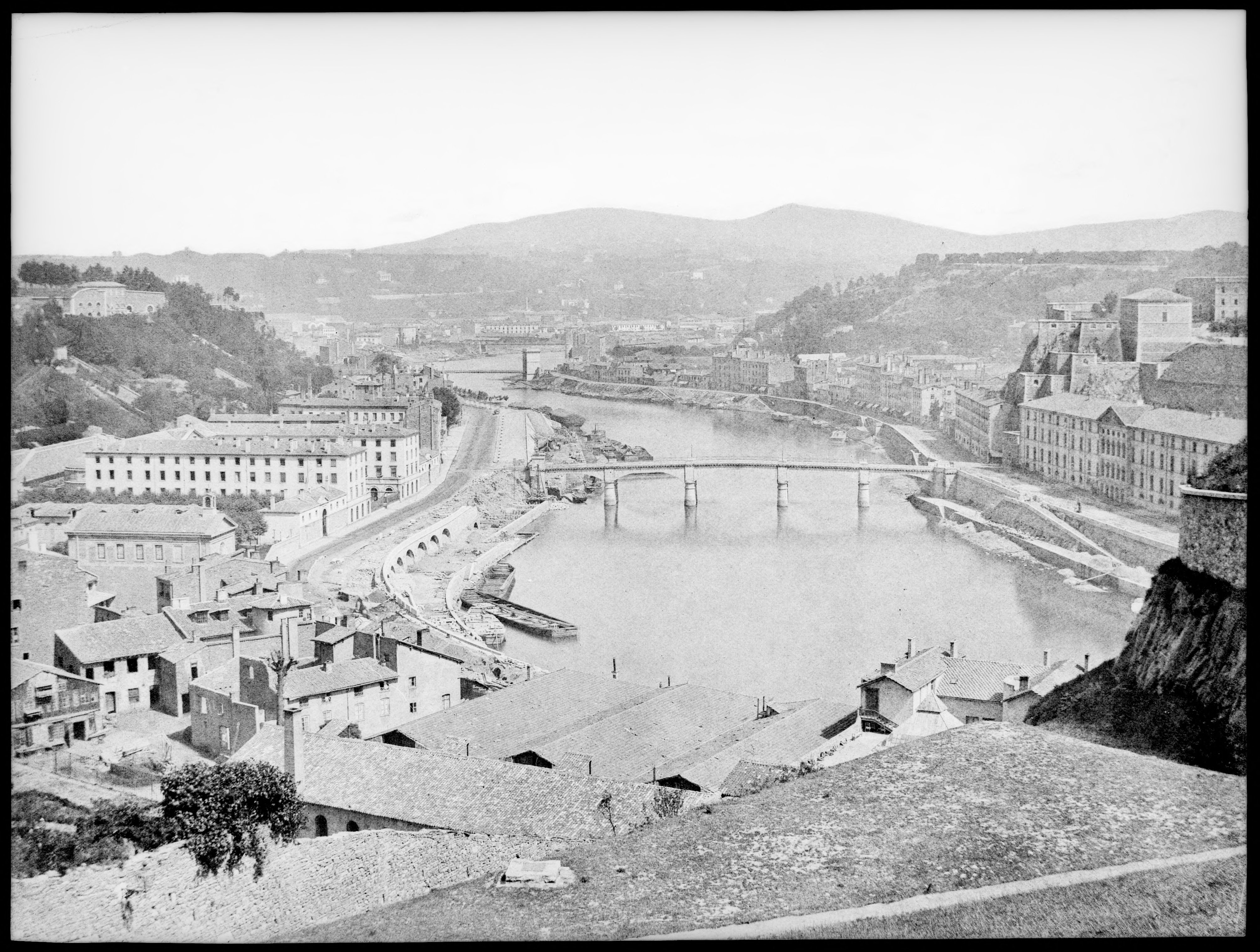
Le quartier de Vaise, haut lieu du développement industriel lyonnais à cette époque.

L'industrie chimique est bien représentée à Lyon. En effet, la préparation de la soie et sa teinture nécessite une grande maîtrise de nombreux produits chimiques. La majorité de ces substances sont issues de l'acide sulfurique, ce qui explique la présence à Lyon de nombreux fabricants de « vitriol ».
Dès l'époque napoléonienne, de nombreux entrepreneurs, qui sont encore au stade artisanal, s'installent dans différents quartiers périphériques pour fournir des produits de base pour les fabriques de lessive ou de savons, mais surtout pour l'industrie de la teinture sur soie. Une centaine d'entre eux ne fournissent que la Fabrique. De cette masse de chimistes sortent un petit nombre d'industriels durant les décennies suivantes, profitant de la prospérité de l'industrie soyeuse pour grandir. L'une des maisons d'acide les plus importantes de cette époque est l'usine Perret-Olivier, englobée en 1872 par la Compagnie de Saint-Gobain. On peut citer également la Maison Renard, la seule à être issue du XVIIIe siècle, dont la première usine située sur le quai Pierre-Scize va être à l'origine d'une des plus grandes réussites industrielles grâce à l'exploitation de la fuschine,.
Avant l'apparition des colorants artificiels, la soie doit passer par un mordançage pour être teinte. Avant les colorants artificiels, le seul colorant de cuve efficace est l'indigo, les autres doivent être précédés d'un mordant. Les teinturiers lyonnais en essaient ainsi de grands nombres (acide gallique, alun, vitriol vert, rouil, pyrolignite de fer, verdat, mousse d'étain, etc). En 1856, un chimiste anglais, William Henry Perkin, découvre le pourpre d'amiline, appelé à Lyon la mauvéine. « Non seulement ce colorant était facile à appliquer, sans mordant, mais il apportait aux soieries un éclat particulier, impossible à obtenir avec des colorants naturels ».
Cette nouveauté déclenche à Lyon un vif intérêt pour la chimie, notamment au sein de l'enseignement professionnel du lycée de la Martinière. En sortes ainsi les chimistes lyonnais qui travaillent sur les teintures, tels Nicolas Guinon, Étienne Marnas ou Emmanuel Verguin. Ce dernier synthétise en 1858 la fuchine, autre colorant de l'aniline, plus solide que la mauvéine.
Un certain nombre d'entreprises acquièrent une grande importance en France. On peut citer dans ce cas la Compagnie des produits chimiques d'Alais et de Camargue, qui deviendra Péchiney. D'autres entreprises se développent autour d'un inventeur ou d'un procédé. Jean-Baptiste Guimet, inventeur de l'outremer artificiel, Claude Perret,, exploitant le procédé Clément-Desormes pour fabriquer de l'acide sulfurique et la famille Coignet, utilisant la méthode d'Arcet pour produire de l'ostéocolle sont les plus significatives d'entre elles.

#### Enseignement technique
L'enseignement technique nait à Lyon très tôt, avec la fondation en 1826 de l'école de la Martinière. Cette école forme un encadrement qualifié dans des usines où le personnel est déjà bien éduqué. Le département du Rhône, dans les années 1820, est un des plus alphabétisés de France (69 % contre une moyenne à 54,3 %). Mais les besoins en techniciens augmentant, en 1857 est créée une École centrale lyonnaise et en 1872 une École de commerce.

#### Secteur bancaire
Durant toute la période, il est malaisé de séparer les banquiers des investisseurs, des marchands ou des chefs d'industrie. Les grosses fortunes lyonnaises issues d'une activité ne s'y limitent pas, et toutes les personnes reconnues comme banquières sont également présentes dans d'autres activités. Le développement de la banque à Lyon commence avec la fondation de la Banque de Lyon, en 1835, qui devient en 1848 une succursale de la Banque de France. D'autres caisses, à la fortune diverse apparaissent. Ce n'est que dans les années 1860 que la banque librement ouverte, avec guichets et nombreuses succursales, arrivent sur Lyon. C'est à cette époque, en 1863, que nait le Crédit lyonnais, fondé par Arlès-Dufour et Henri Germain.

## Vie religieuse
« Malgré ces vicissitudes, la reconstruction concordataire est à Lyon particulièrement rapide et brillante, suivie, pendant la Restauration, d'une effervescence religieuse riche de fondations de toutes sortes ». Avec la constitution de nombreuses nouvelles congrégations, le développement du culte marial et l'apparition d'un catholicisme social vivace, la cité reste une terre catholique ; l'apparition d'un anticléricalisme puissant est tardif.

### Un vif essor après les destructions révolutionnaires

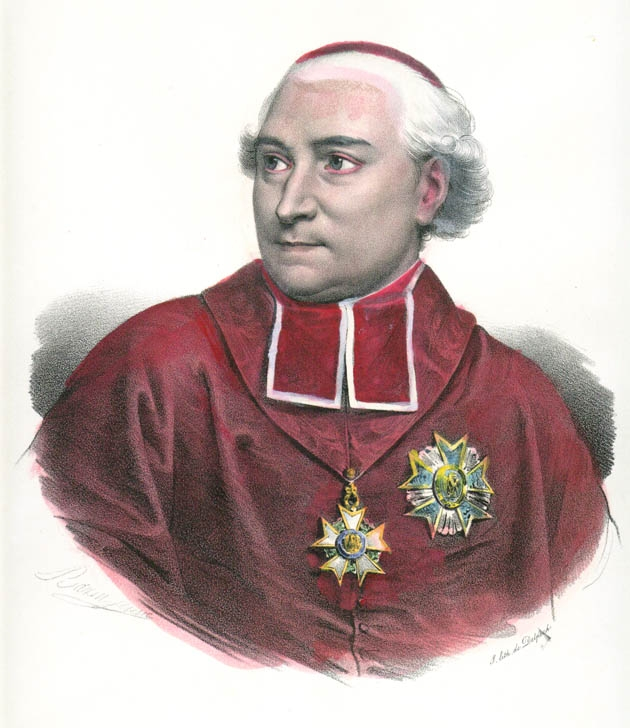
Le cardinal Joseph Fesch

Lyon, à la sortie de la Révolution, ne connait pas un trop grand détachement religieux, contrairement à de nombreuses campagnes environnantes. Au contraire, l'attachement à la tradition chez une minorité conduit quelques prêtres à refuser le concordat et construire une Petite Église à Lyon. Elle n'aura pas une grande postérité. Dès 1805, les nouvelles autorités religieuses sous la direction de Joseph Fesch ont résolu la plupart des problèmes matériels des prêtres. Durant la période impériale, le nombre d'ordination bondit, ce qui permet au diocèse de combler ces manques, et de pourvoir à d'autres diocèses en France.
Ce premier prélat du XIXe siècle gouverne son diocèse avec autorité et travaille avec énergie pour « faire de Lyon un modèle pour la restauration concordataire des autres diocèses. » Pacifiant son clergé, il obtient de la grande majorité l'acceptation du concordat, et parvient à unifier presque toutes ces composantes autour de sa personne. Mettant l'accent sur la formation, il crée six petits séminaires et rénove les établissements de plus hautes études ecclésiastiques. Usant de son influence auprès de Napoléon Bonaparte son neveu, il développe les institutions religieuses, dont les missionnaires de France et les frères des écoles chrétiennes.

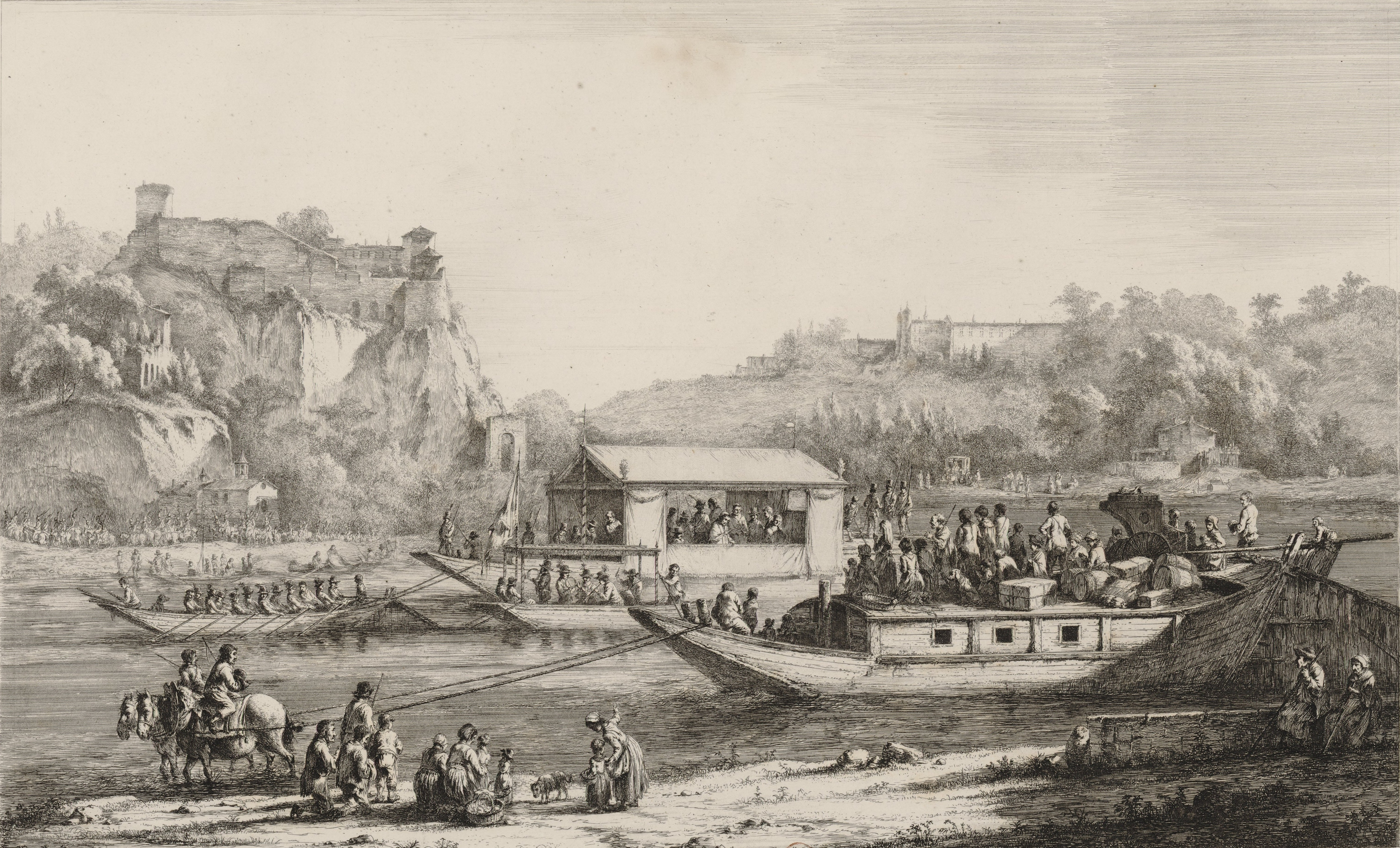
La visite de Pie VII à Lyon en 1805

Durant la première partie du siècle, le catholicisme lyonnais connait un vif renouveau, avec le regain de vitalité d'anciennes congrégations et la création de nombreuses nouvelles. Parmi celles-ci, les plus dynamiques, l'une des premières est directement issue des conversions faites sous l'épisode révolutionnaire par l'abbé Linsolas : « congrégation de Lyon ». Il s'agit d'un organe secret de vie religieuse et royaliste, surtout implantée dans la bourgeoisie, dont l'une des têtes majeures est Camille Jordan. Le secret provient d'une méfiance envers les autorités, et se poursuit malgré la restauration. Cette organisation est plus religieuse que politique, à l'inverse des chevaliers de la foi ; elle œuvre par la visite des pauvres, l'aumône, le catéchisme, l'enseignement ou les actions sociales. Toutefois, en marge de la Congrégation, ces membres, dont l'unité de vue permet des actions concertées, prennent des initiatives plus politiques : soutien au pape pendant le Second Empire, création de journaux légitimistes et catholiques, participation massive à la fondation des Facultés catholiques en 1875.
Dans un esprit proche de reconquête de la foi catholique, Pauline-Marie Jaricot avec les « Réparatrices du Cœur de Jésus méconnu et méprisé », se consacre aux plus démunis des hôpitaux lyonnais. Pauline Jaricot jouera un rôle important dans le financement de l'œuvre de la congrégation pour la propagation de la foi, par l'intermédiaire du « sou des missions ». Cette organisation prend rapidement une grande ampleur, par l'intermédiaire de nombreux soutiens officiels ou informels, dont la bénédiction par le pape Pie VII le 15 mars 1823.
À côté de ces congrégations de grande ampleur, une multitude de petites associations de vie religieuse, d'enseignement aux pauvres, de soutien aux malades sont constituées dans Lyon et aux alentours.
Face à cette renaissance, les courants anticléricaux se développent lentement. Initialement portées par les notables avec la résurrection des loges maçonniques, et le foyer de détachement qu'est le collège royal, ces idées se diffusent par la suite dans les masses ouvrières, notamment grâce aux idéaux socialistes et anarchistes. Ainsi, dès 1851, des milieux proches des carbonari et des voraces mettent en place des enterrements sans prêtre, des baptêmes civils. Réprimés par les autorités qui craignent les désordres, ces mouvements se structurent en sociétés de libre pensée, qui dès 1868, sont suffisamment structurées pour se doter d'équipements tel une bibliothèque.
À cette même époque, une communauté juive solide se met en place. Initialement placée sous l'autorité du consistoire de Marseille sous le Premier Empire, ils obtiennent la fondation de leur propre consistoire dans les années 1850. Ils font construire leur première synagogue en 1864.

### La question sociale

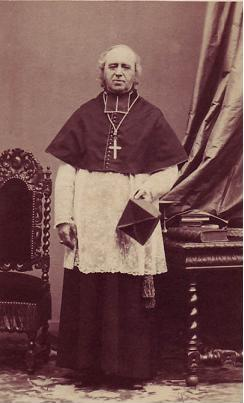
Le cardinal de Bonald

La forte croissance du salariat et les débuts de l'industrialisation à Lyon confrontent les catholiques au défi de répondre aux nouveaux besoins d'une population transformée. Jusqu'aux années 1840, les œuvres d'assistance se multiplient bien, mais restent trop traditionnelles pour s'implanter fortement dans la masse populaire. C'est surtout la défiance face aux idées nouvelles, socialistes par exemple, qui en amoindrissent l'efficacité.
Il faut attendre deux personnages pour voir la question sociale devenir une composante importante du catholicisme lyonnais : Frédéric Ozanam et le cardinal de Bonald. Le premier, membre fondateur des conférences de Saint-Vincent-de-Paul, les implante à Lyon dès 1836, et influence fortement par son aura les catholiques lyonnais. Le second, dès 1841, « n'hésite pas à dénoncer « les injustices » dont les masses laborieuses sont victimes, à présenter la charité comme une « dette » ». Joignant le geste à la parole, il soutient les ouvriers victimes de catastrophes ou de combats à la suite de grèves, il met en place des œuvres nouvelles, telle la société de Saint François-Xavier, qui apporte un soutien spirituel et matériel aux ouvriers. Une dernière institution, plus novatrice encore, essaie d'amener dans le monde ouvrier la parole de Dieu : le Prado. Fondée par l'abbé Antoine Chevrier, elle ouvre à la Guillotière une école de catéchisme, qui devient ensuite un petit séminaire.

### L’École mystique de Lyon

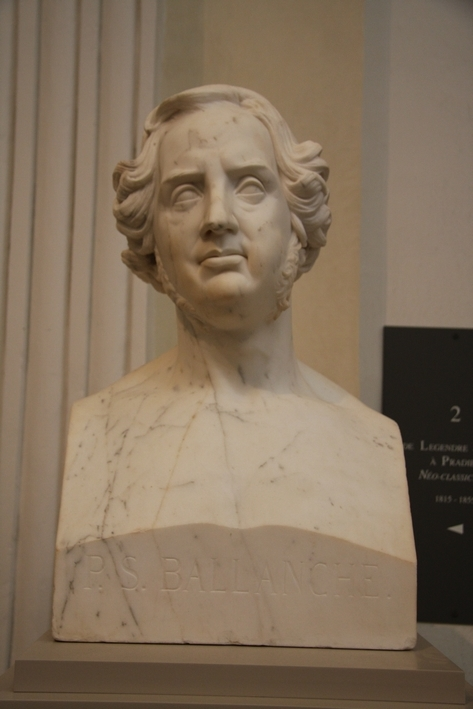
Pierre-Simon Ballanche

Lyon, durant les dernières décennies du XVIIIe siècle, connait une profonde ouverture à de nombreuses formes de spiritualités sous l'influence d'illuministes tels de Saint-Martin ou Willermoz. Propagées dans les loges maçonniques, ces idées se diffusent largement dans les élites de la ville. Cela crée au début du XIXe siècle un courant original du catholicisme à Lyon, connu sous le nom d'École mystique de Lyon. Cette école se caractérise par une recherche d'unité entre les sciences expérimentales, les sciences de l'esprit humain et un catholicisme authentique. Les propagateurs les plus connus de cette pensée sont André-Marie Ampère et Pierre-Simon Ballanche. Cette école s'épanouit à Lyon dans la plupart des institutions culturelles (dont le Musée des beaux-arts) ; elle se perpétue entre autres grâce au professeur de philosophie du Collège royal, l'abbé Noirot, et se diffuse à l'aide de la Revue du Lyonnais, fondée par deux de ses disciples, Léon Boitel et François-Zénon Collombet.

## Vie culturelle et intellectuelle
Sur le plan culturel, cette époque est celle de la naissance et de la prospérité de l'école lyonnaise de peinture, liée aux courants mystiques particuliers à la ville rhodanienne. En parallèle, l'apparition, la formalisation et le développement de « l'esprit lyonnais » façonne la mentalité de la population de la ville. L'un des symboles de cet esprit est la marionnette Guignol, d'abord populaire au sein des populations ouvrières et artisanales, mais qui va devenir au cours du temps une figure commune à l'ensemble des Lyonnais.

### l'École Lyonnaise de peinture

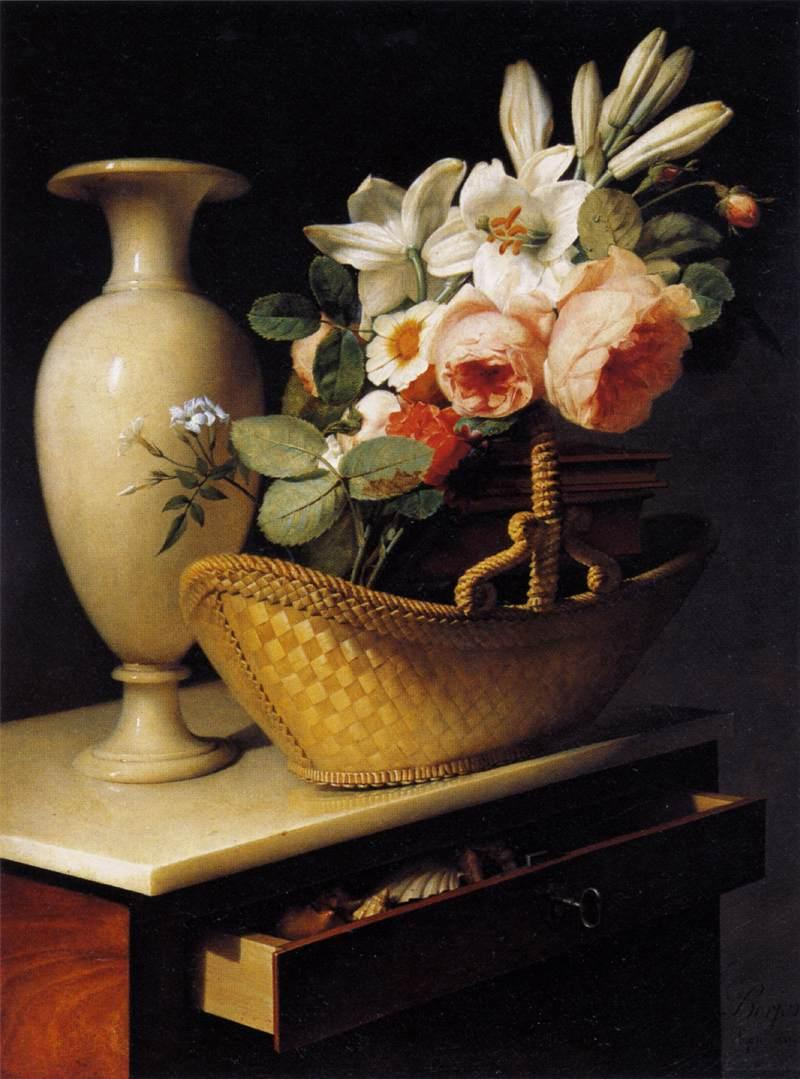
Antoine Berjon, Bouquet de lis et de roses dans une corbeille posée sur une chiffonnière, 1814, Musée du Louvre

Dès les années 1810, et durant tout le long du siècle, Lyon est le centre d'un courant pictural reconnu dès le salon de Paris de 1819.

#### L'école des Beaux-arts de Lyon
L'école de peinture de Lyon nait autour de l'école impériale des Beaux-arts issue de l'école de dessin de fleurs construite à l'époque révolutionnaire. Cette école, fondée en 1807 en même temps que le musée des Beaux-arts et installée avec lui au palais Saint-Pierre, a comme premier directeur François Artaud. Ses premiers professeurs sont Joseph Chinard, Pierre Revoil, Alexis Grognard, Jacques Barraband, Pascal Gay et Antoine Leclerc. Romantiques, ils ont une haute idée de l'Art qui est pour eux un sacerdoce qui doit « former le goût des nations »,.

#### Les débuts
À ses débuts, ce style comprend outre le Style troubadour, des peintres floraux dans la tradition hollandaise, proches des dessinateurs de motifs pour la fabrication de pièces de soie et des peintres de paysages. L'un des premiers représentant de cette école naissante est Antoine Berjon, formé au dessin pour la peinture sur soie et se tournant progressivement vers la peinture de chevalet. Il enseigne sa science du décor floral à de nombreux élèves, donnant un pli durable à la peinture lyonnaise du XIXe siècle.
Les fondateurs du style troubadour au sein de l'école de peinture lyonnaise sont Pierre Revoil et Fleury Richard. Formés par Alexis Grognard et soutenu dans leur vision de la peinture par Jean-Jacques de Boissieu et Antoine Berjon, ils vont se perfectionner dans l'atelier de Jacques-Louis David, où ils mettent en œuvre la « précision et la clarté d'écriture qu'on leur avait enseigné à Lyon ». Le centre de leur préoccupation est le Moyen Âge, avec un grand souci d'exactitude historique, qu'ils retranscrivent le plus souvent sur des tableaux de petits formats, avec des personnages un peu figés et une lumière douce. Ils n'ont pas un grand succès à Lyon et envoient leurs toiles à Paris. Les quelques peintres qui les suivent dans leur voie sont Claude Jacquard et Anthelme Trimolet. Ce mouvement, qui ne durera pas, prépare le préraphaëlisme.
Dans la cité rhodanienne, la peinture de genre est bien plus appréciée. Elle est représentée par Michel Grobon, Jean-François Bellay, Antoine Duclaux et Alexandre Dubuisson. Partageant avec l'école troubadour le souci du détail, ce mouvement s'attache aux scènes de la vie paysanne et artisanale, et aux paysages. Grobon, considéré comme l'un des fondateurs de l'école lyonnaise de peinture prépare le pleinairisme local.

#### L'apogée de l'école lyonnaise de peinture

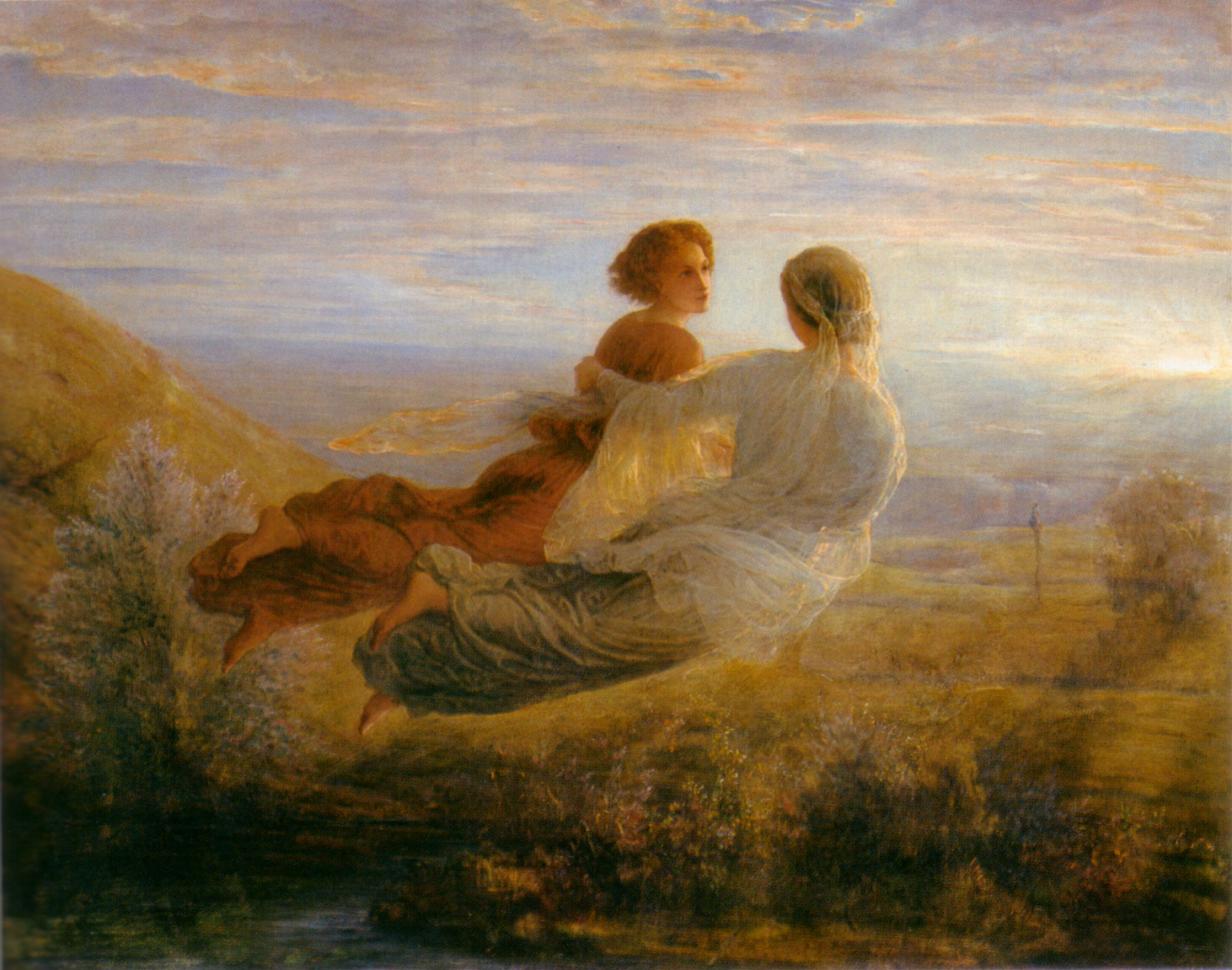
Louis Janmot, Le Vol de l'âme, Musée des Beaux-Arts de Lyon.

L'école lyonnaise se singularise dans les années 1830 avec un mouvement inspiré par les courants mystiques et illuministes lyonnais. On retrouve ainsi des thèmes proches de la franc-maçonnerie. Ce groupe est représenté par deux générations de peintres ; premièrement par Victor Orsel, puis par les lyonnais de l'atelier d'Ingres, notamment les frères Flandrin, surtout Hippolyte Flandrin, mais aussi Louis Lamothe, Auguste Chavard, Jean-François Montessuy ou Pierre-Étienne Perlet. Proches des préraphaélites britanniques, ils s'inspirent principalement des thèmes philosophiques, moraux et religieux, piochant dans le mouvement nazaréen (surtout pour Orsel). Ils ont une grande activité dans le domaine de la peinture religieuse, la décoration d'églises. On peut citer ainsi le travail d'Orsel à Notre-Dame de-Lorette, celui de Flandrin, accompagné de compagnons de l'atelier d'Ingres, à l'église Saint-Séverin, à l'Abbaye de Saint-Germain-des-Prés, à Paris, ou l'église Saint-Martin d'Ainay à Lyon.
Ce courant se poursuit avec Louis Janmot.
Ce courant s'achève avec Puvis de Chavannes et des pré-impressionnistes tels Joseph Guichard, François-Auguste Ravier, François Vernay.

### «L'esprit lyonnais»

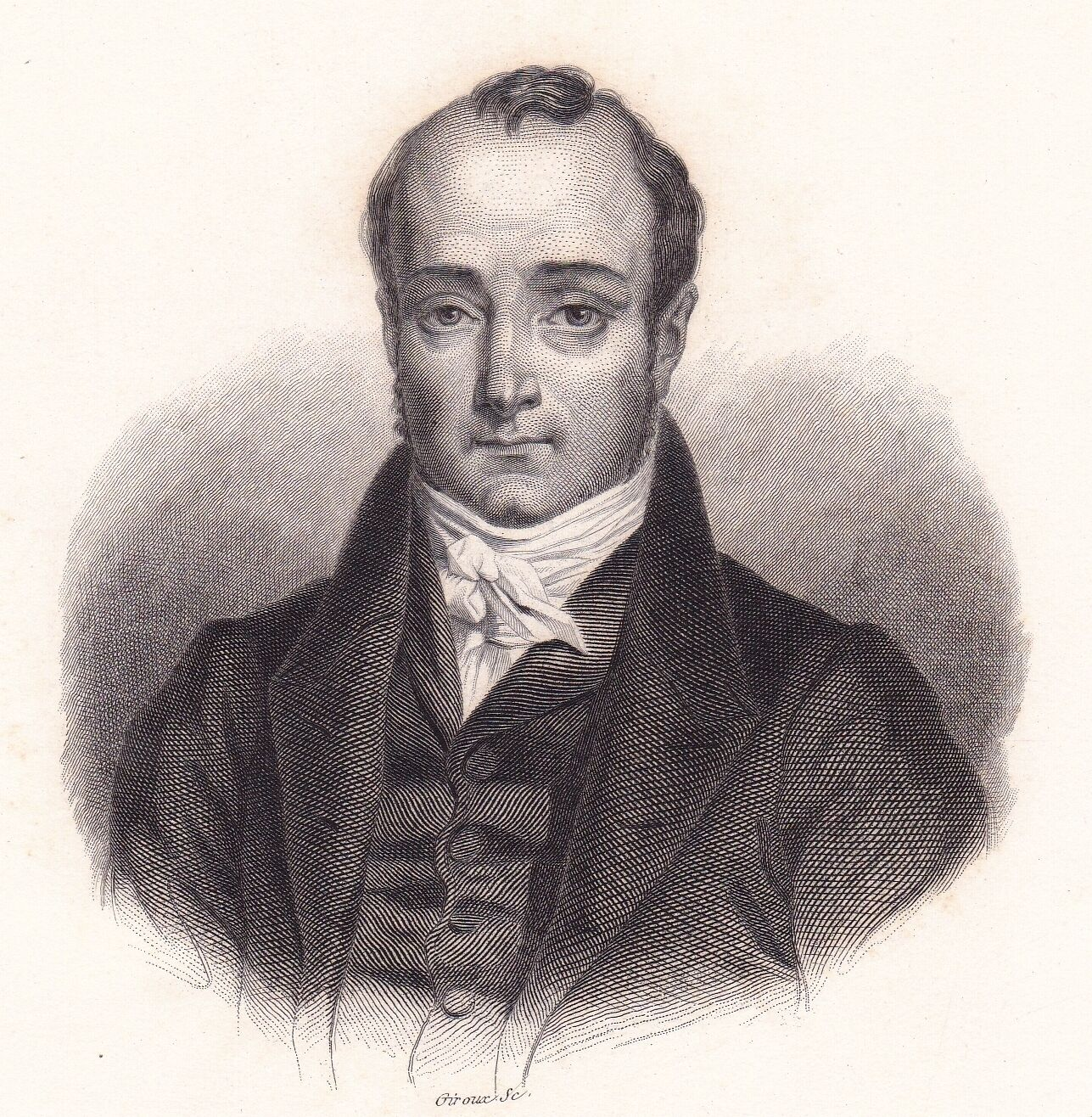
Paul Sauzet, grand promoteur de l'esprit lyonnais.

Jusqu'au XVIIIe siècle, les Lyonnais se pensent comme tel en rapport à leur espace géographique, à l'ensemble de leurs privilèges ou éventuellement à leur marque de fabrique (surtout pour les soyeux), mais pas comme un groupe humain pourvu de traits particuliers. Cette réflexion sur soi-même en tant que corps social apparait au XIXe siècle, et plus particulièrement dans les années 1830, donnant « l'esprit lyonnais ». Cette apparition est contemporaine du mouvement général d'éveil des nationalismes européens, et se situe philosophiquement entre le romantisme et la philosophie allemande de l'époque.
Cette formalisation se produit initialement dans le milieu de l'érudition et de la littérature, l'organe de diffusion essentiel de ce mouvement est la « Revue du Lyonnais », créée en 1835. La plupart des groupes socio-politiques de cette époque s'emparent, pour des raisons différentes de l'esprit lyonnais. Les saint-simoniens voient dans l'esprit lyonnais l'union des génies du travail et de la religion, qui doit cimenter la nouvelle alliance de la société à venir qu'ils appellent de leurs vœux. Les légitimistes sont à la recherche d'un modèle stable, capable de résister à un monde qu'ils voient se transformer sous leurs yeux. Les libéraux estiment que l'esprit lyonnais est ce qui expriment le mieux la force et la vigueur des centres locaux, capables de rivaliser avec les grandes capitales.
Cette période où la question de l'identité lyonnaise circule surtout dans les cénacles intellectuels lyonnais, un homme fait entrer le concept et le débat dans la sphère politique : Paul Sauzet. Homme politique à la carrière nationale entre 1834 et 1848, il est durant tout le second Empire une « figure de la haute société lyonnaise de Bellecour ». Après plusieurs mentions dans des articles et tribunes, il formalise l'esprit lyonnais dans un discours en 1868 : l'esprit lyonnais « est l'union des deux traits majeurs que sont l'amour de la religion et celui du travail... ».
Après Sauzet, durant la Troisième République, les hommes politiques s'emparent du concept.

### Une nouvelle forme de théâtre populaire: Guignol

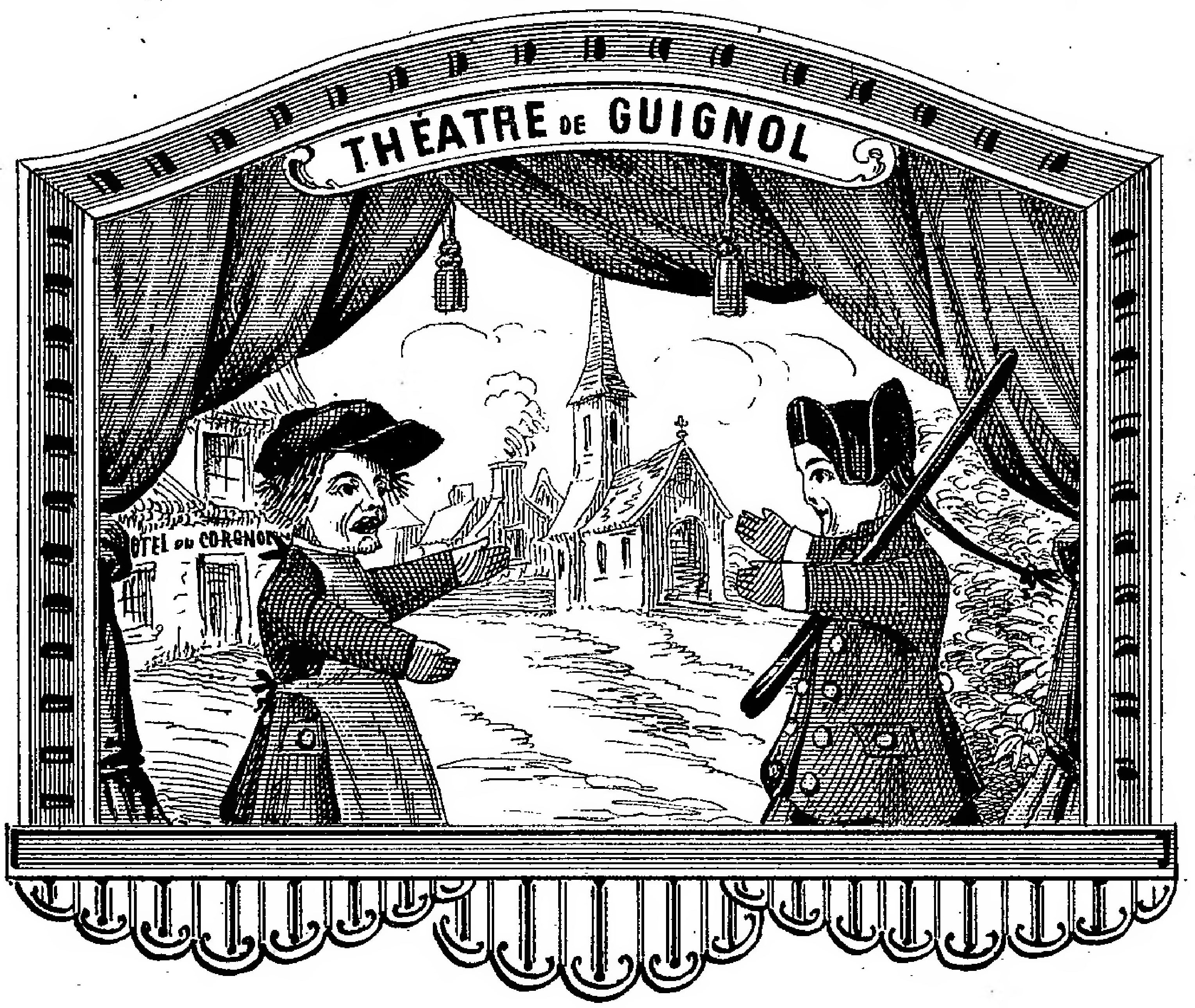
gravure illustrant la pièce « Le déménagement de Guignol », 1876

Durant la restauration, Laurent Mourguet, créateur de la marionnette de Guignol quelques décennies plus tôt et sa première troupe joue essentiellement pour une clientèle pauvre de travailleurs irréguliers (dockers), ouvriers, journaliers et canuts. La troupe se constitue en 1820, et joue autant dans la région lyonnaise lors de tournée que dans un caveau à Lyon, près d'Ainay. Avec le succès, les théâtres de Guignol se multiplient dans les années 1840.
Durant le Second Empire, les troupes jouent toujours pour le même public, et les autorités, soucieuse que la critique contre le gouvernement ne créent pas de désordre, surveillent sévèrement les représentations. La préfecture bloque progressivement toute nouvelle ouverture. Les mesures de censure, qui imposent le dépôt des pièces jouées avant toute représentation permettent la conservation de ces dernières, qui n'étaient auparavant jamais écrites, puisqu'elles devaient une bonne part de leur succès à l'improvisation et aux réparties